# Carnac
Cet article possède un paronyme, voir Karnak (homonymie).
Ne doit pas être confondu avec Carnac-Rouffiac.
Carnac [kaʁnak] (en graphie moderne du breton : Karnag) est une commune française située dans le département du Morbihan, en région Bretagne.
La commune est connue pour ses alignements de 2 934 menhirs, ainsi que pour sa station balnéaire qui en fait une destination prisée.

## Géographie

### Situation
| - Carte de la commune de Carnac dans son environnement géographique. |

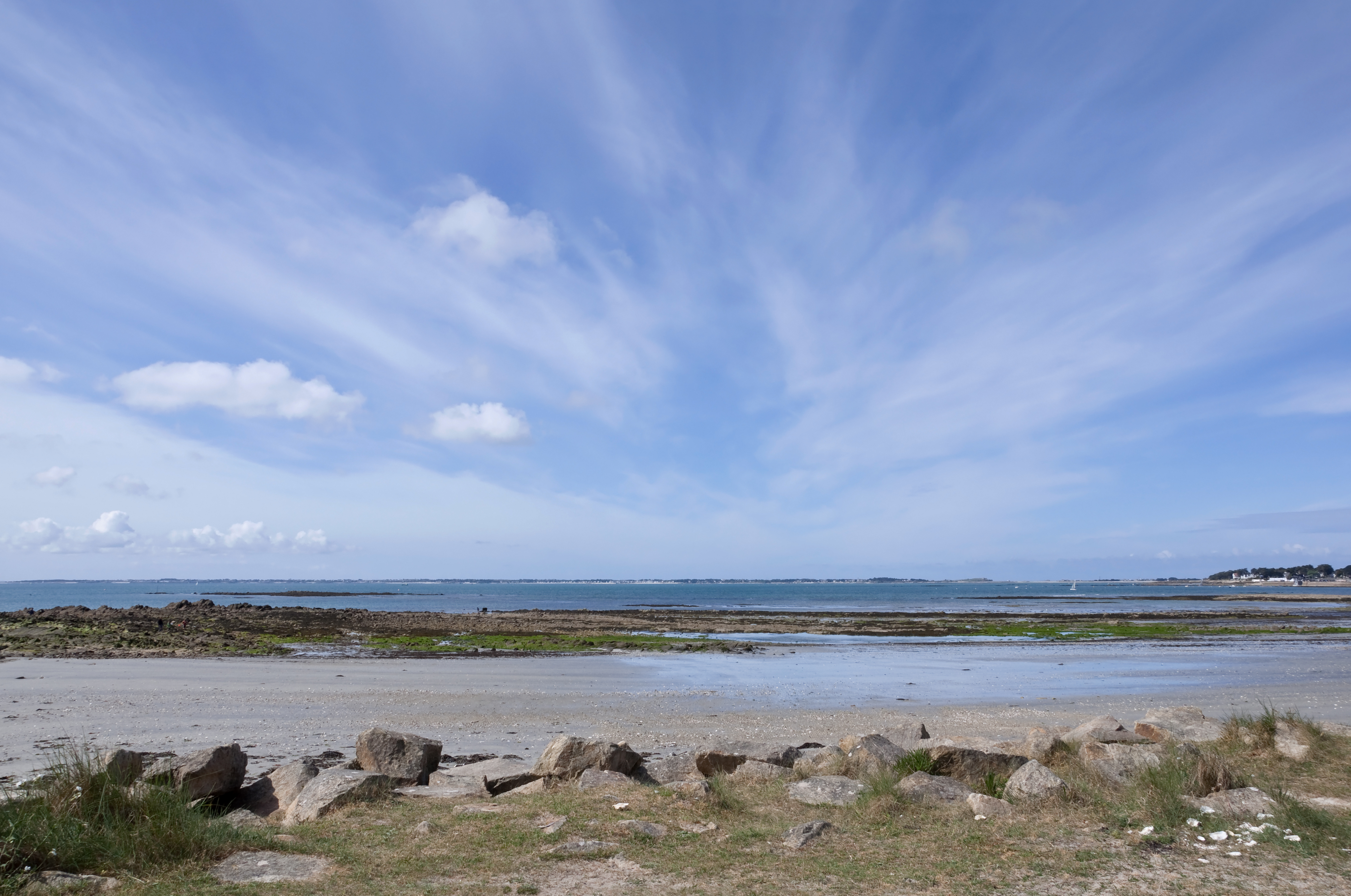
La baie de Quiberon à Carnac, près de la pointe Churchill.

Carnac est située sur la limite nord de Mor braz, sur la côte atlantique, entre le golfe du Morbihan à l’est et la presqu'île de Quiberon à l’ouest. C'est une commune littorale très vaste puisqu'elle occupe une surface de 3 271 hectares. L'altitude de la commune est faible, mais on rencontre de nombreuses buttes qui ont servi de repère pour la construction de monuments mégalithiques.
Les communes limitrophes sont Ploemel, Crach, La Trinité-sur-Mer, Plouharnel et Erdeven.
| Plouharnel            | Ploemel                            | Crach                    |
| Plouharnel            | Carnac                             | Crach La Trinité-sur-Mer |
| Saint-Pierre-Quiberon | Baie de Quiberon (Océan Atlantique | La Trinité-sur-Mer       |

### Relief et hydrographie
Le granite de Carnac des géologues forme l'essentiel du sous-sol. C'est une roche claire légèrement feuilletée, dans laquelle l'érosion a pu dégager des blocs tantôt massifs tantôt tabulaires, propices à la construction de monuments mégalithiques.

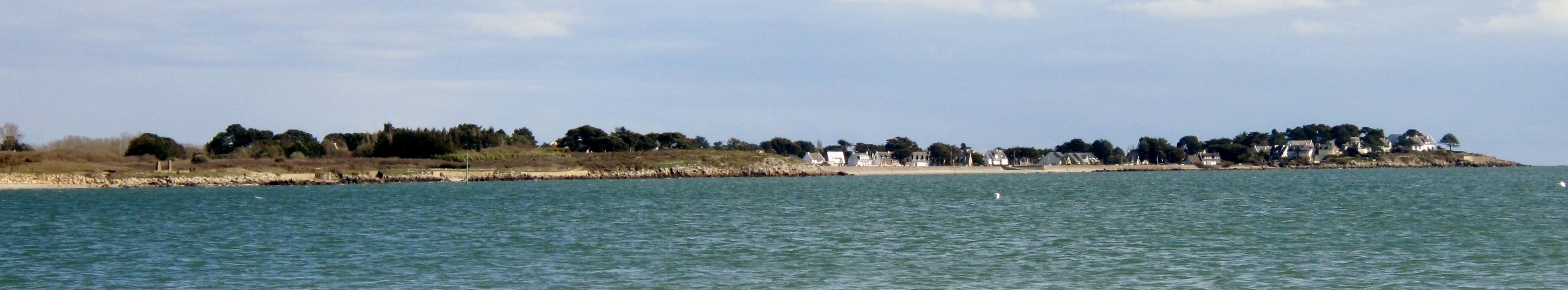
Le littoral nord-est de la baie de Quiberon entre, à gauche, la pointe du Pô et, à droite, la pointe de Saint-Colomban, en Carnac, vu depuis la pointe de Pen er Lé en Plouharnel.

Le littoral est assez découpé, avec de l'ouest vers l'est, successivement l'Anse du Pô, la pointe du Pô (qui donnent sur la Baie de Plouharnel), la plage de Saint-Colomban, la pointe Saint-Colomban, la plage de Ty-Bihan et celle de Légénès, puis, à l'est du port (Port en Dro), la Grande Plage, la pointe Churchill, la plage de Beaumer et celle de Men Du.

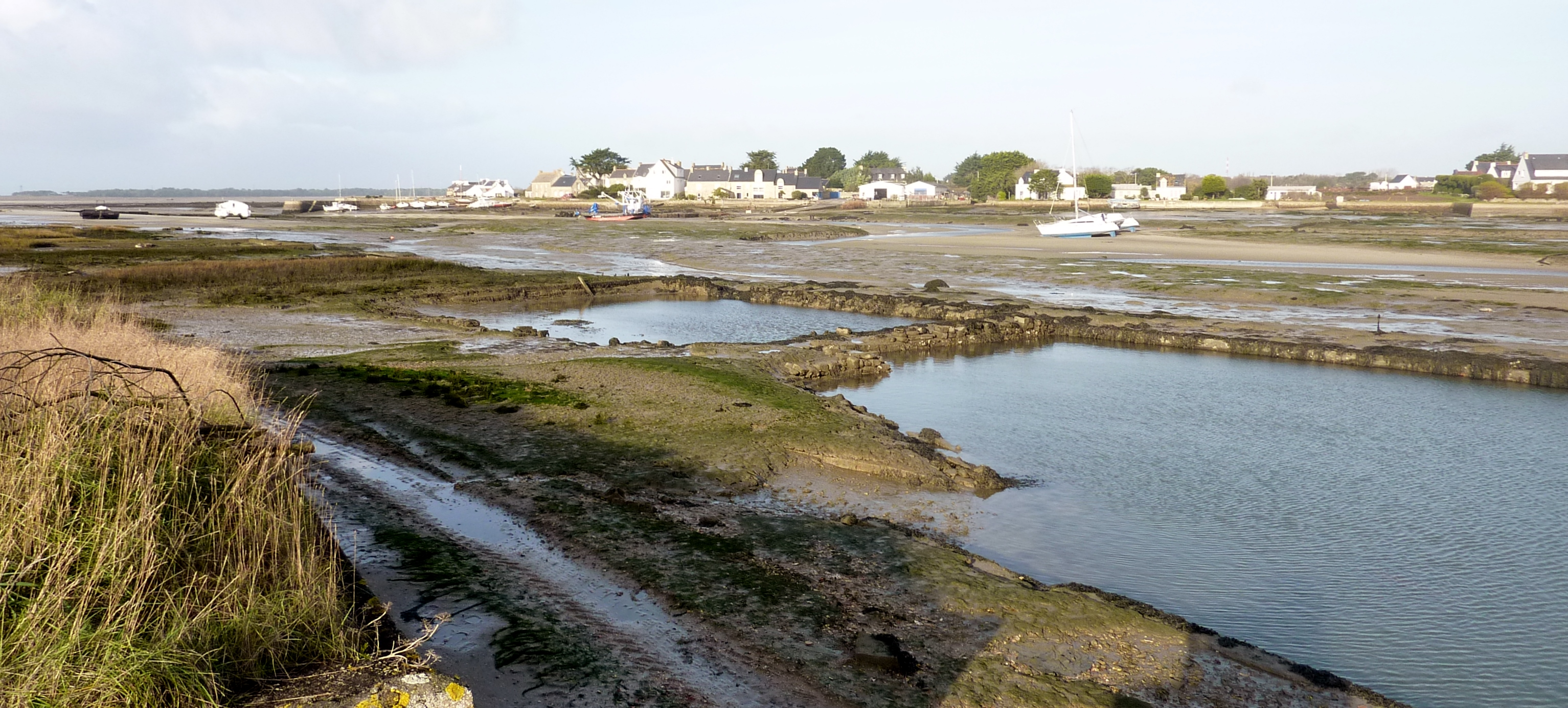
l'Anse du Pô et ses parcs ostréicoles à marée basse ; à l'arrière-plan le hameau du Pô.
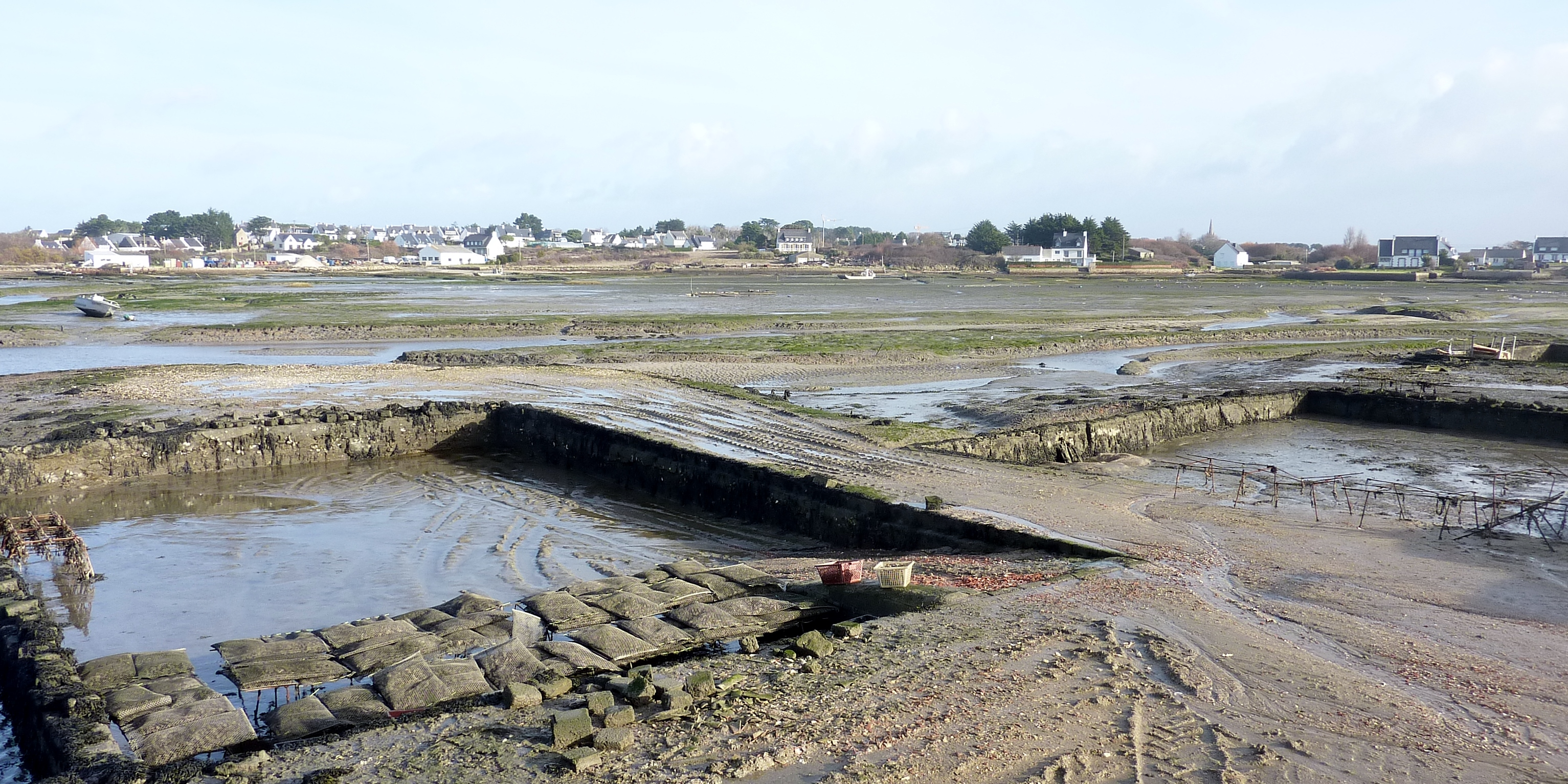
la pointe du Gourec et l'Anse du Pô ; au premier plan parcs ostréicoles.
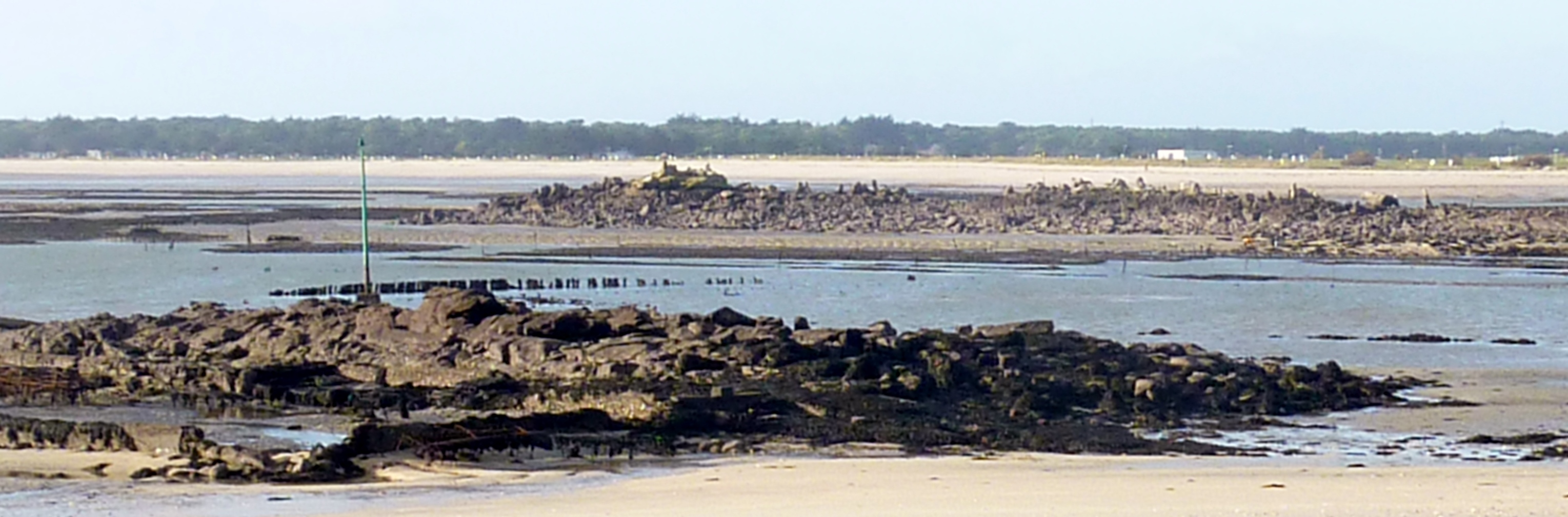
La pointe du Pô et la presqu'île de Quiberon à l'arrière-plan.
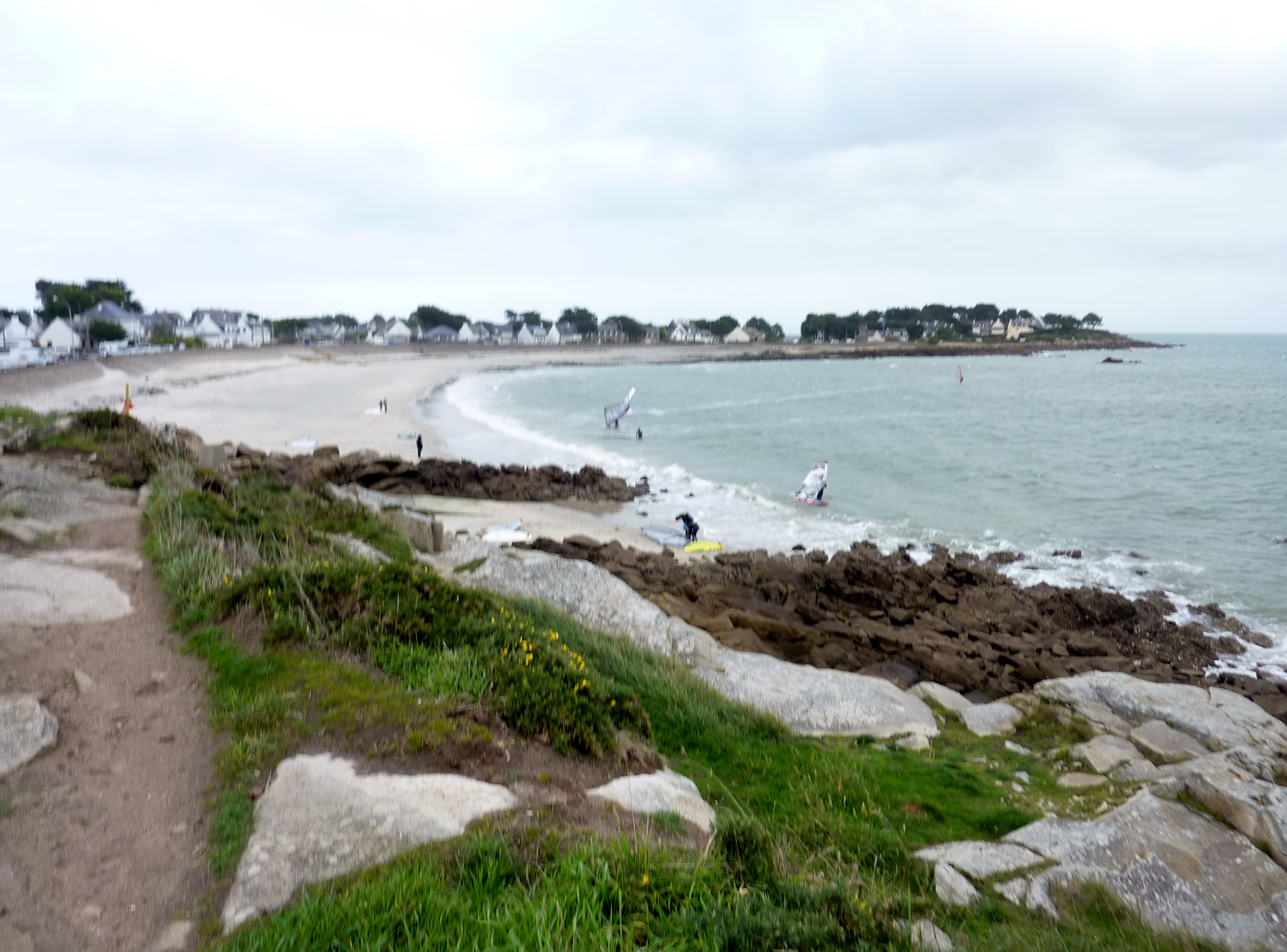
La plage de Saint-Colomban
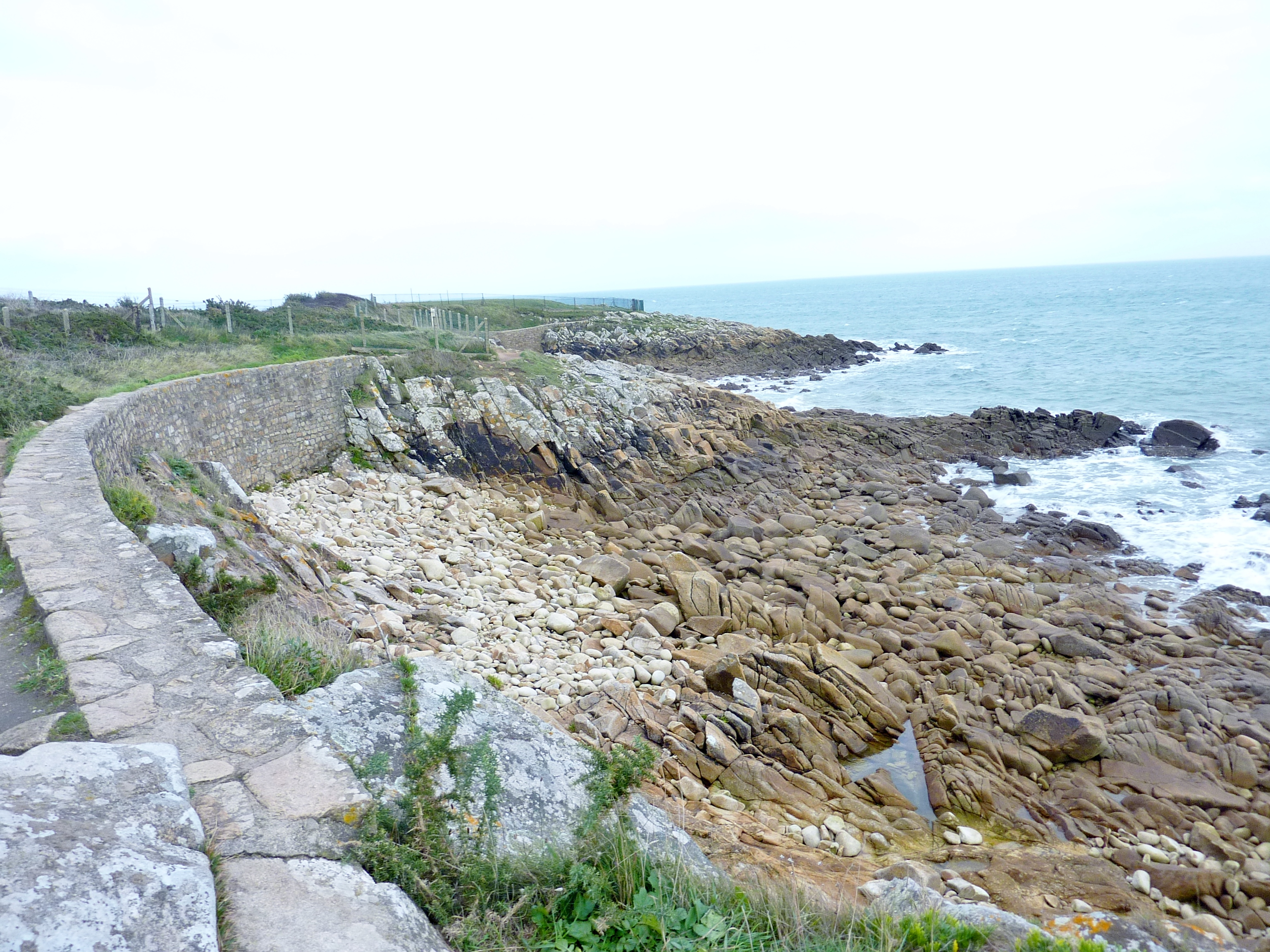
La pointe Saint-Colomban
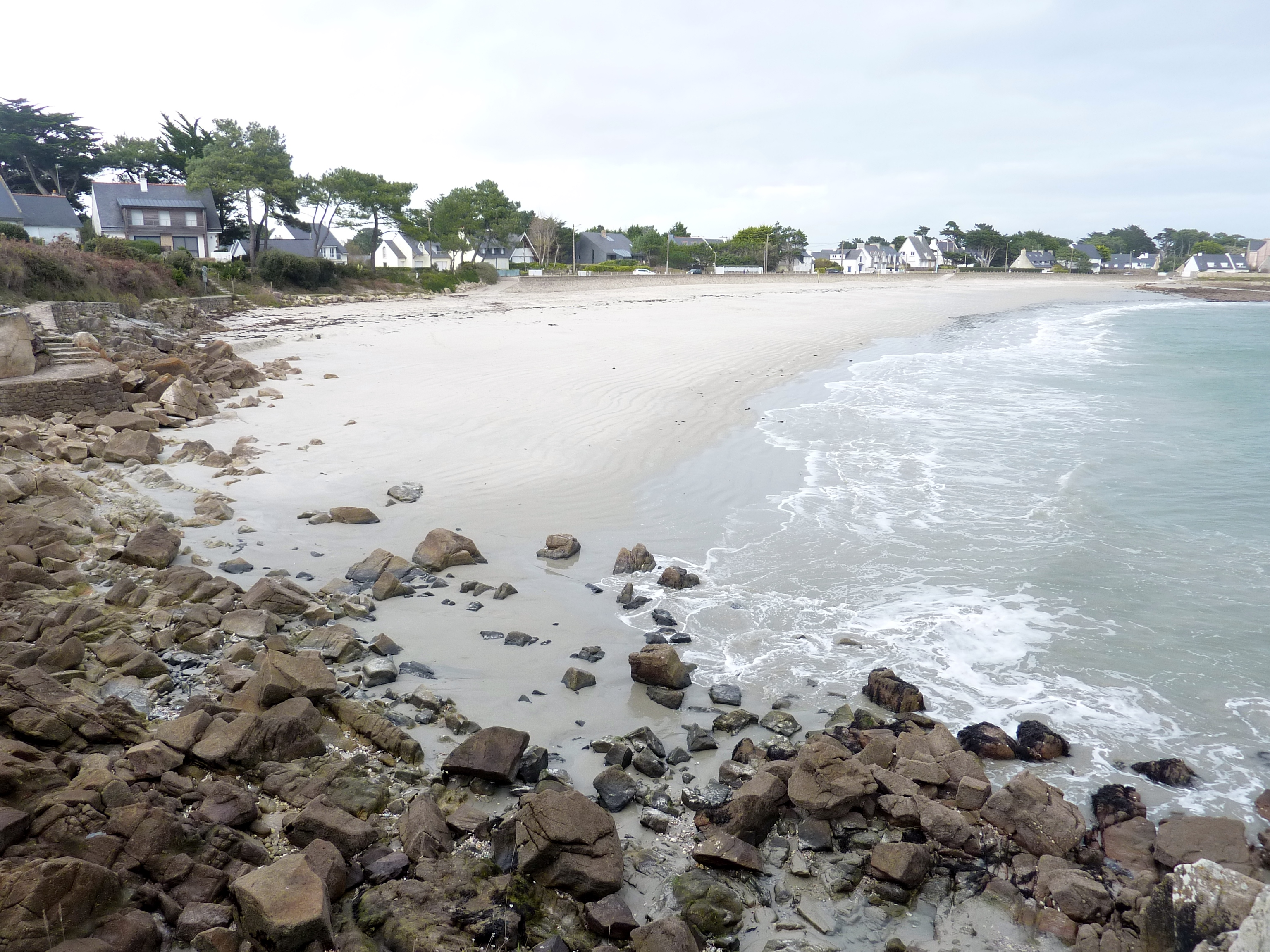
La plage de Ty Bihan
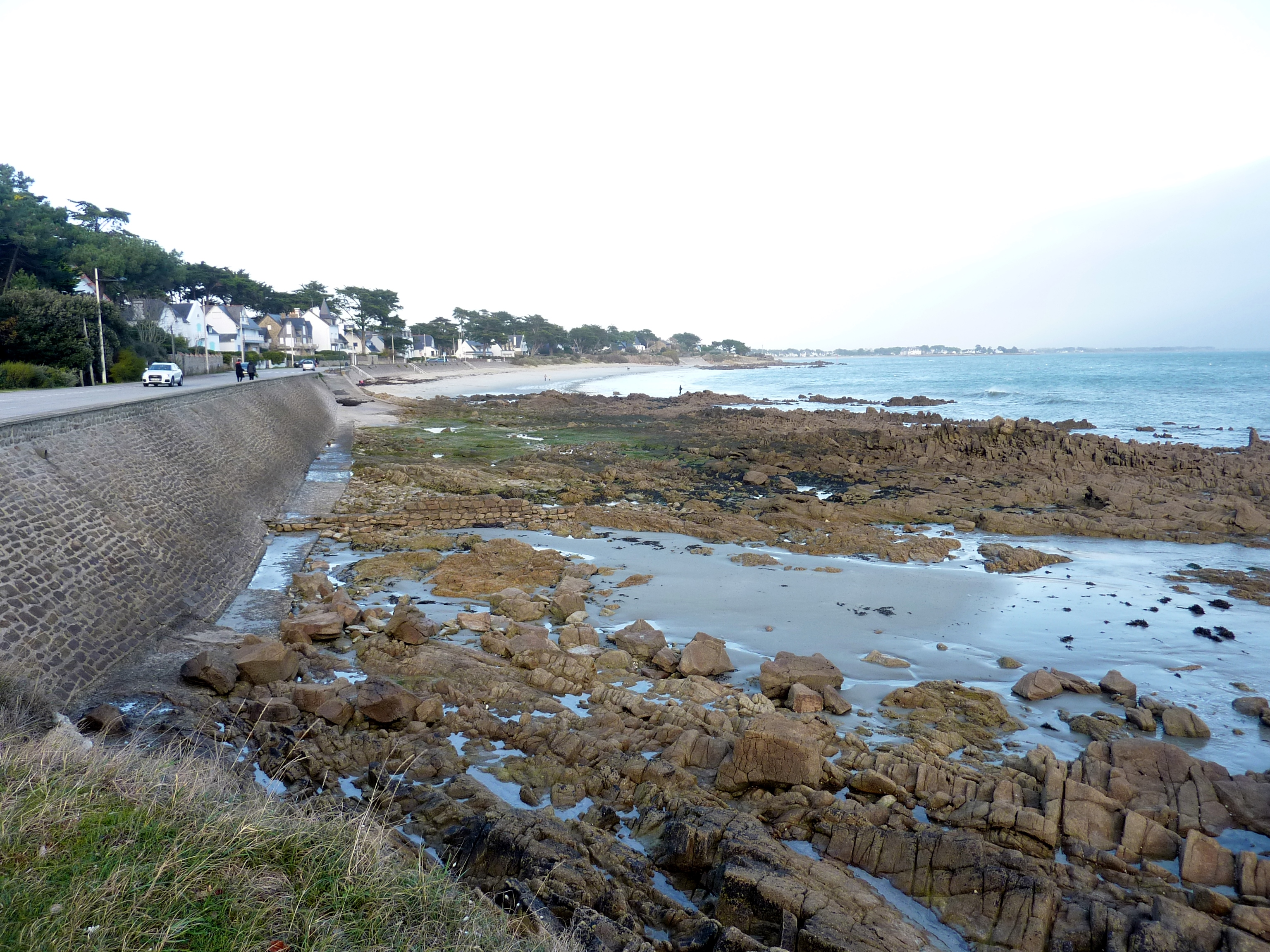
La plage de Légenès (Légenèse)

#### Le risque de submersion marine
Selon un index global correspondant à l'agrégation de 5 critères effectué en 2011 par l'Observatoire National des Risques Naturels, Carnac est la commune du Morbihan et la sixième de la région Bretagne la plus exposée au risque de submersion marine avec 35,50 % de sa population totale concernée et 25,94 hectares de bâti exposé au risque de submersion.

#### Réseau hydrographique
Pour un article plus général, voir Réseau hydrographique du Morbihan.
La commune est située dans le bassin Loire-Bretagne. Elle est drainée par le Gouyanzeur, le ruisseau de Coëtatouz, le ruisseau de Coët-cougam et divers autres petits cours d'eau,.

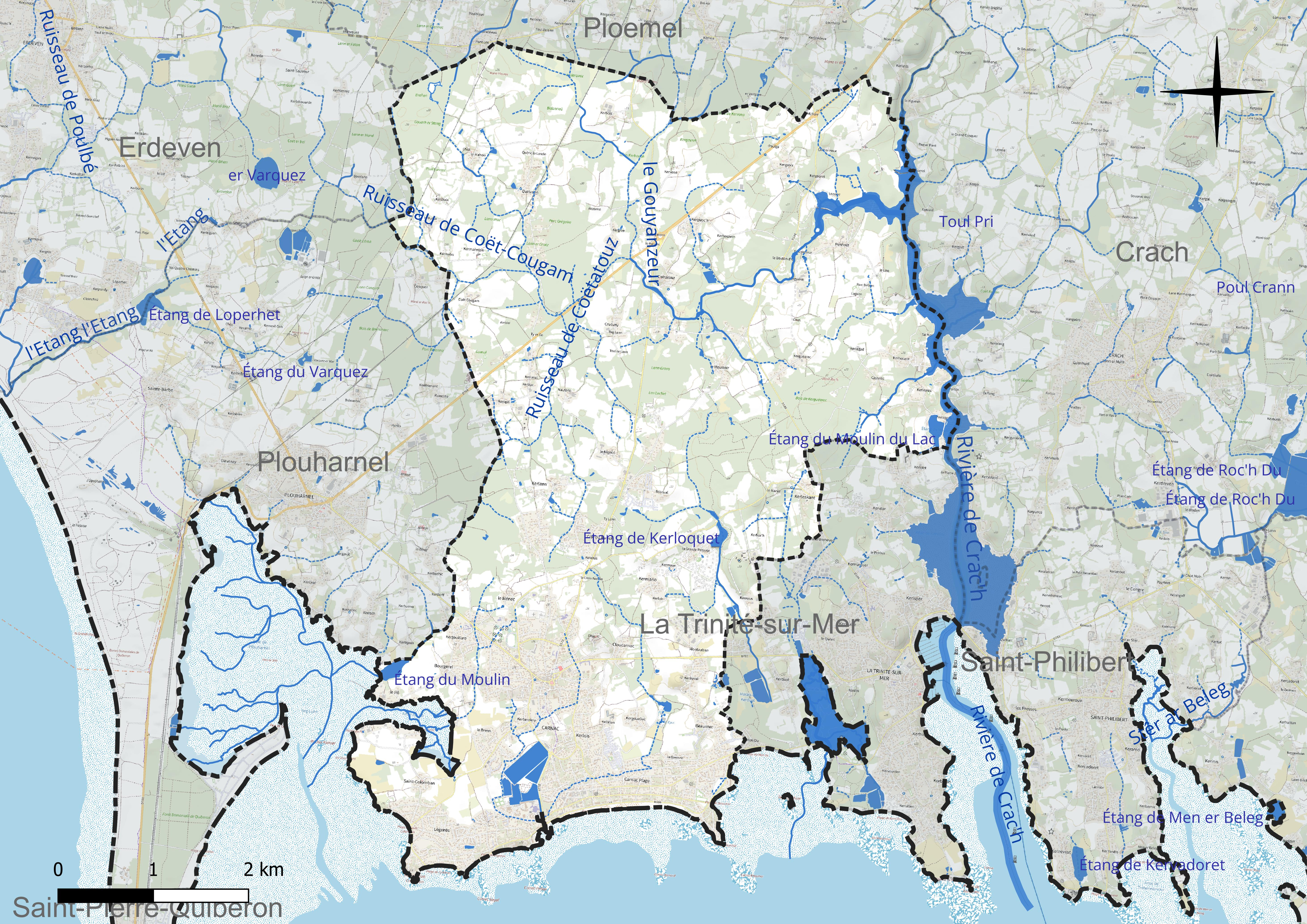
Réseau hydrographique de Carnac.

Trois plans d'eau complètent le réseau hydrographique : l'étang de Kerloquet (2,25 ha), l'étang du Moulin, d'une superficie totale de 3,6 ha (3,63 ha sur la commune) et l'étang du Moulin du le lac (3,34 ha),.

### Climat
Pour des articles plus généraux, voir Climat de la Bretagne et Climat du Morbihan.
En 2010, le climat de la commune est de type climat océanique franc, selon une étude du CNRS s'appuyant sur une série de données couvrant la période 1971-2000. En 2020, Météo-France publie une typologie des climats de la France métropolitaine dans laquelle la commune est exposée à un climat océanique et est dans la région climatique  Bretagne orientale et méridionale, Pays nantais, Vendée, caractérisée par une faible pluviométrie en été et une bonne insolation. Parallèlement l'observatoire de l'environnement en Bretagne publie en 2020 un zonage climatique de la région Bretagne, s'appuyant sur des données de Météo-France de 2009. La commune est, selon ce zonage, dans la zone « Littoral doux », exposée à un climat venté avec des étés cléments.
Pour la période 1971-2000, la température annuelle moyenne est de 12,1 °C, avec une amplitude thermique annuelle de 11,4 °C. Le cumul annuel moyen de précipitations est de 890 mm, avec 13,1 jours de précipitations en janvier et 7 jours en juillet. Pour la période 1991-2020, la température moyenne annuelle observée sur la station météorologique la plus proche, située sur la commune d'Auray à 12 km à vol d'oiseau, est de 12,6 °C et le cumul annuel moyen de précipitations est de 969,3 mm,. Pour l'avenir, les paramètres climatiques de la commune estimés pour 2050 selon différents scénarios d’émission de gaz à effet de serre sont consultables sur un site dédié publié par Météo-France en novembre 2022.
La station météorologique de Météo-France installée sur la commune et en service de 1993 à 2014 permet de connaître l'évolution des indicateurs météorologiques. Le tableau détaillé pour la période 1981-2010 est présenté ci-après.
| Mois                                  | jan.             | fév.            | mars          | avril           | mai           | juin           | jui.          | août           | sep.           | oct.            | nov.            | déc.            | année      |
| ------------------------------------- | ---------------- | --------------- | ------------- | --------------- | ------------- | -------------- | ------------- | -------------- | -------------- | --------------- | --------------- | --------------- | ---------- |
| Température minimale moyenne (°C)     | 4,5              | 4,5             | 5,5           | 6,9             | 10,2          | 12,6           | 14,5          | 14,3           | 12,1           | 10,6            | 6,9             | 4,5             | 9          |
| Température moyenne (°C)              | 7,3              | 7,9             | 9,6           | 11,5            | 14,7          | 17,6           | 19,3          | 19,4           | 17,1           | 14,2            | 10,3            | 7,5             | 13,1       |
| Température maximale moyenne (°C)     | 10,2             | 11,3            | 13,6          | 16              | 19,2          | 22,6           | 24,1          | 24,4           | 22,1           | 17,8            | 13,7            | 10,5            | 17,2       |
| Record de froid (°C) date du record   | −11,5 02.01.1997 | −8,5 11.02.12   | −7 01.03.05   | −1,7 03.04.1996 | 1,1 13.05.10  | 4,6 03.06.1996 | 8 01.07.11    | 6,9 28.08.1998 | 4,4 29.09.1995 | −2 30.10.1997   | −3,5 22.11.1996 | −7,5 29.12.1996 | −11,5 1997 |
| Record de chaleur (°C) date du record | 15 16.01.1996    | 16,6 14.02.1998 | 25,5 29.03.12 | 28 26.04.11     | 31,5 25.05.12 | 35,1 22.06.03  | 37,7 16.07.06 | 37,2 10.08.03  | 33,2 05.09.04  | 27,5 01.10.1997 | 19,3 09.11.06   | 15,9 04.12.00   | 37,7 2006  |
| Précipitations (mm)                   | 93,8             | 69,9            | 60,8          | 65,4            | 62,4          | 36,8           | 42,5          | 47,6           | 63             | 89,5            | 101,5           | 99,6            | 832,8      |

## Urbanisme

### Typologie
Au 1er janvier 2024, Carnac est catégorisée bourg rural, selon la nouvelle grille communale de densité à sept niveaux définie par l'Insee en 2022.
Elle appartient à l'unité urbaine de Carnac, une agglomération intra-départementale regroupant cinq  communes (Carnac, Crach, Plouharnel, Saint-Philibert, et La Trinité sur Mer), dont elle est ville-centre,,. Par ailleurs la commune fait partie de l'aire d'attraction de Carnac, dont elle est la commune-centre,. Cette aire, qui regroupe 2 communes, est catégorisée dans les aires de moins de 50 000 habitants,.
La commune, bordée par l'océan Atlantique, est également une commune littorale au sens de la loi du 3 janvier 1986, dite loi littoral. Des dispositions spécifiques d’urbanisme s’y appliquent dès lors afin de préserver les espaces naturels, les sites, les paysages et l’équilibre écologique du littoral, tel le principe d'inconstructibilité, en dehors des espaces urbanisés, sur la bande littorale des 100 mètres, ou plus si le plan local d’urbanisme le prévoit.

### Occupation des sols

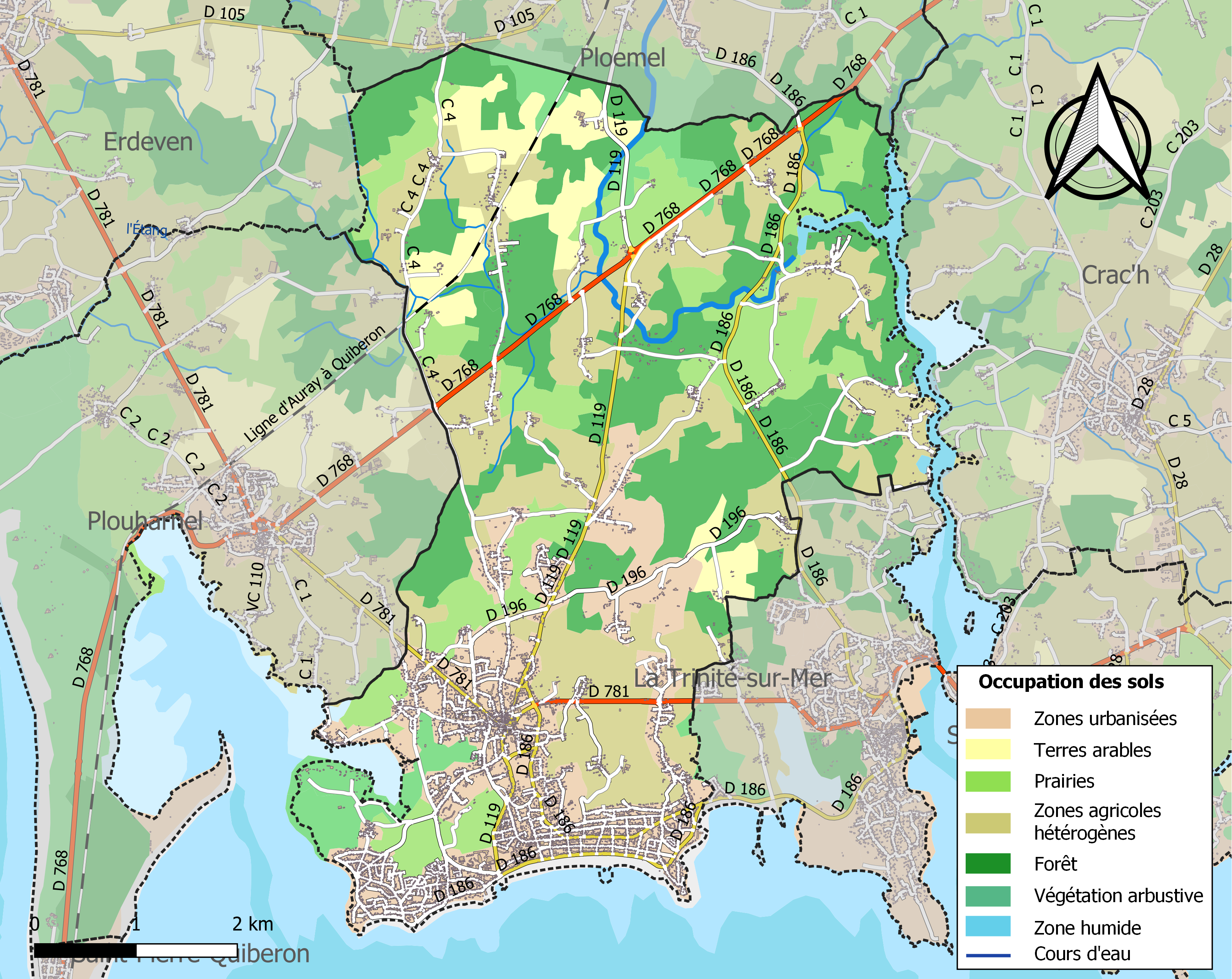
Carte des infrastructures et de l'occupation des sols de la commune en 2018 (CLC).

Le tableau ci-dessous présente l'occupation des sols de la commune en 2018, telle qu'elle ressort de la base de données européenne d’occupation biophysique des sols Corine Land Cover (CLC).
| Type d’occupation                                                                   | Pourcentage | Superficie (en hectares) |
| ----------------------------------------------------------------------------------- | ----------- | ------------------------ |
| Tissu urbain discontinu                                                             | 15,7 %      | 530                      |
| Équipements sportifs et de loisirs                                                  | 3,5 %       | 119                      |
| Terres arables hors périmètres d'irrigation                                         | 6,3 %       | 213                      |
| Prairies et autres surfaces toujours en herbe                                       | 14,5 %      | 490                      |
| Systèmes culturaux et parcellaires complexes                                        | 26,0 %      | 878                      |
| Surfaces essentiellement agricoles interrompues par des espaces naturels importants | 0,5 %       | 17                       |
| Forêts de feuillus                                                                  | 2,3 %       | 79                       |
| Forêts de conifères                                                                 | 18,4 %      | 622                      |
| Forêts mélangées                                                                    | 6,2 %       | 209                      |
| Pelouses et pâturages naturels                                                      | 0,5 %       | 18                       |
| Landes et broussailles                                                              | 1,9 %       | 64                       |
| Forêt et végétation arbustive en mutation                                           | 1,9 %       | 64                       |
| Plages, dunes et sable                                                              | 0,5 %       | 18                       |
| Marais maritimes                                                                    | 0,1 %       | 4                        |
| Estuaires                                                                           | 1,2 %       | 39                       |
| Mers et océans                                                                      | 0,5 %       | 16                       |
| Source : Corine Land Cover                                                          |             |                          |

### Morphologie urbaine

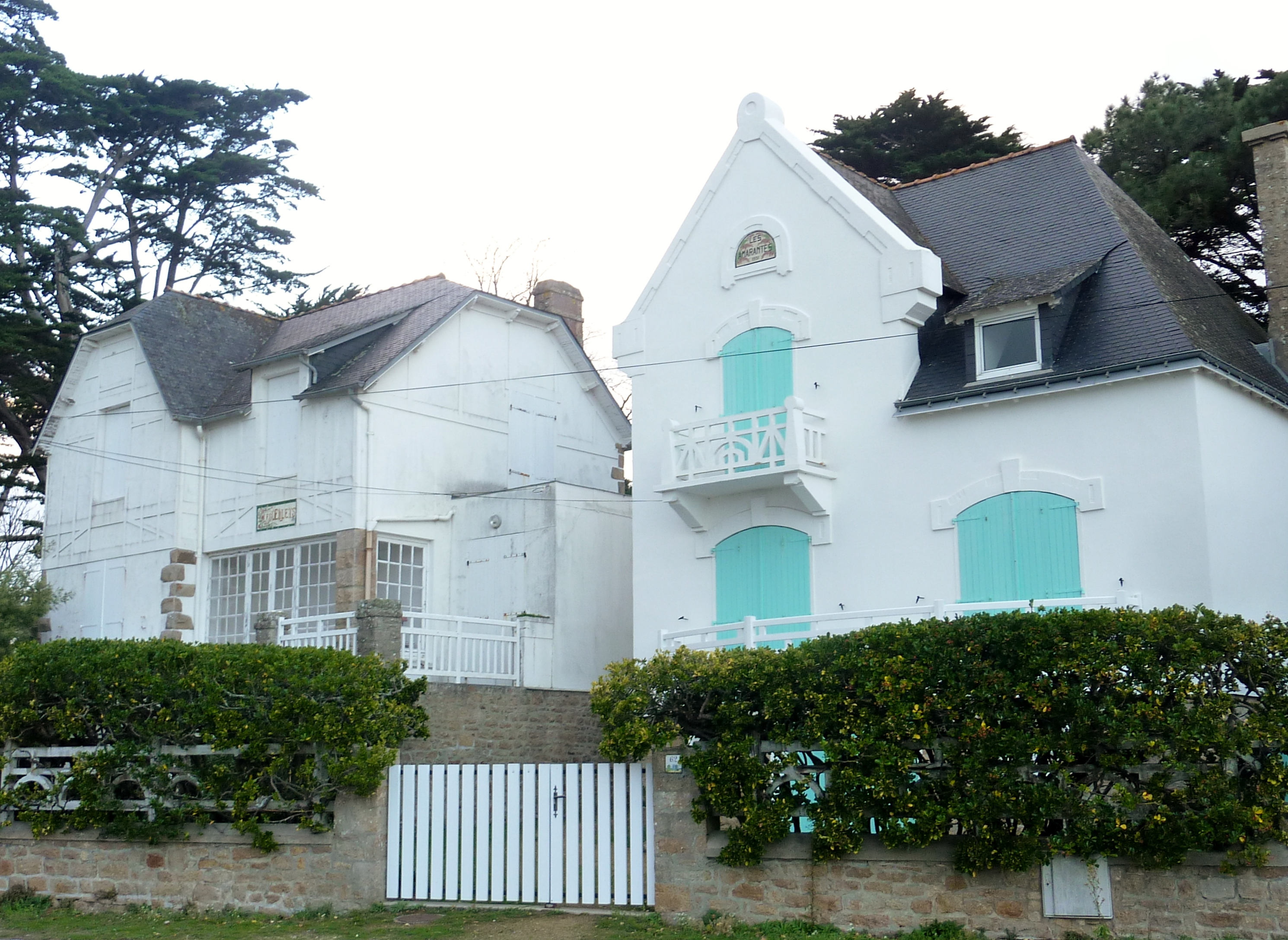
Villas du début du XXe siècle le long du front de mer (plage de Légenès).

L'agglomération de Carnac est double : le village traditionnel, désormais une ville, s'est développé à l'écart du littoral; tandis qu'une autre agglomération balnéaire, Carnac-Plage, s'est développée depuis le début du XXe siècle, le long des plages orientées plein sud et du port.

### Habitat
En 2019 on recensait 8 681 logements à Carnac. Carnac étant un lieu de villégiature très prisé, une forte proportion des logements étaient des résidences secondaires puisqu'on en dénombrait 6 202 (71,4 %) contre  2 276 résidences principales (26,2 %), et 206 logements vacants (2,4 %). Sur ces 8 681 logements 5 036 étaient des maisons (58,0 %) contre 3 566 des appartements (41,1 %). Le tableau ci-dessous présente la répartition en catégories et types de logements à Carnac en 2019 en comparaison avec celles du Morbihan et de la France entière.
|                                                         | Carnac | Morbihan | France entière |
| ------------------------------------------------------- | ------ | -------- | -------------- |
| Résidences principales (en %)                           | 26,2   | 74,9     | 82,1           |
| Résidences secondaires et logements occasionnels (en %) | 71,4   | 17,9     | 9,8            |
| Logements vacants (en %)                                | 1,4    | 16,2     | 8,1            |

## Toponymie
Le nom de la localité est attesté sous la forme du moyen-breton Carnac en 1387.
Karnag en breton.
Il s'agit d'un type toponymique en *-ācon (généralement latinisé en -acum, -acus, dans les textes rédigés en latin), suffixe de localisation et de propriété, d'origine gauloise ou gallo-romaine. Il est fréquent sous forme de terminaison -ac dans la région, comme dans le sud de la France (l'influence du breton l'a conservé, tandis qu'i passait à -é, -y ailleurs, sauf en zone sud gallo-romane), et correspond au suffixe brittonique *-ōgon qui a donné la terminaison -oc en vieux breton, puis -euc et enfin -ec (> néo-breton -eg cf. gallois -og).
Le premier élément Carn- représente le celtique et pré-celtique *karn- qui signifie « amas de pierre », dérivé de l'indo-européen *kar « pierre, rocher » (celtique cairn « tas de pierres »→« tumulus »→« lieu sacré », breton karn « tas de pierre »). Selon Léon Fleuriot, il est arrivé que les Bretons ajoutent -ac à des radicaux bien vivants dans leur langue, tels que carn- dans Carnac. Enfin, Albert Dauzat reste assez vague en employant le mot « celtique », ce peut être aussi bien du "gaulois" (langue celtique continentale) que du breton (langue celtique brittonique insulaire), car rien n'empêche en effet que Carnac constitue une remotivation par le breton d’un toponyme plus ancien comme Carnac-Rouffiac ou certains Charnay, Charnat et Charny.
Remarque : Xavier Delamarre mentionne le gaulois carnitu, carnitus attesté dans des inscriptions qui signifirait « a placé, a érigé (une tombe) ». Il cite W. Meid, pour qui karni- est un verbe qui à l'origine voulait simplement dire « empiler des pierres » qui a pris le sens plus technique d’« ériger un tombeau ». D'un point de vue étymologique, le radical carn- est semblable au vieil irlandais carn « tas de pierre, notamment au-dessus d'une tombe » (et non pas celtique cairn comme chez Albert Dauzat) et au gallois carn « tas de pierre », carnedd « ruines », implicitement, la racine carn- est panceltique. X Delamarre ajoute que la racine *kar- « pierre » semble pré-indo-européenne, mais qu’on la retrouve en germanique : vieux norois hörgr « tas, amas » et anglo-saxon hearg « temple » (de l'indo-européen *karukos). (Mais une strate de "prè-indo-européen" peut renvoyer à un état de langue archaïque de cette langue).

## Histoire

### Préhistoire
Le site de Carnac a probablement été occupé sans interruption depuis le Ve millénaire av. J.-C., bien que les datations précises fassent défaut. La commune ne compte pas moins de cent quarante sites mégalithiques, dispersés pour la plupart sur les collines ou dans des propriétés.
Le site de la pointe Saint-Colomban a été occupé dès le début du paléolithique (450 000 ans environ) : des humains se sont installés à l'aplomb d'une falaise, sur une plage ancienne constituée de galets, Lors d'un épisode climatique interglaciaire ; des choppers (galets aménagés) et un petit outillage formé d'éclats de quartz et de silex ont été trouvés, utilisés par les homo erectus qui y vivaient alors.
Le tumulus Saint-Michel est construit entre 5000 et 3400 ans av. J.-C. (au Néolithique). À la base, il est long de 125 mètres, large de 60 mètres, et mesure 12 mètres de haut. Il a nécessité 35 000 mètres cubes de pierres et de terre. C'est un tombeau pour les membres d'une élite, il contenait divers objets funéraires pour la plupart exposés dorénavant au musée de Préhistoire, notamment des pendeloques et perles en variscite, une roche provenant d'Espagne.
La chapelle érigée dessus, construite en 1663, a été détruite en 1923 pour être reconstruite à l'identique en 1926.

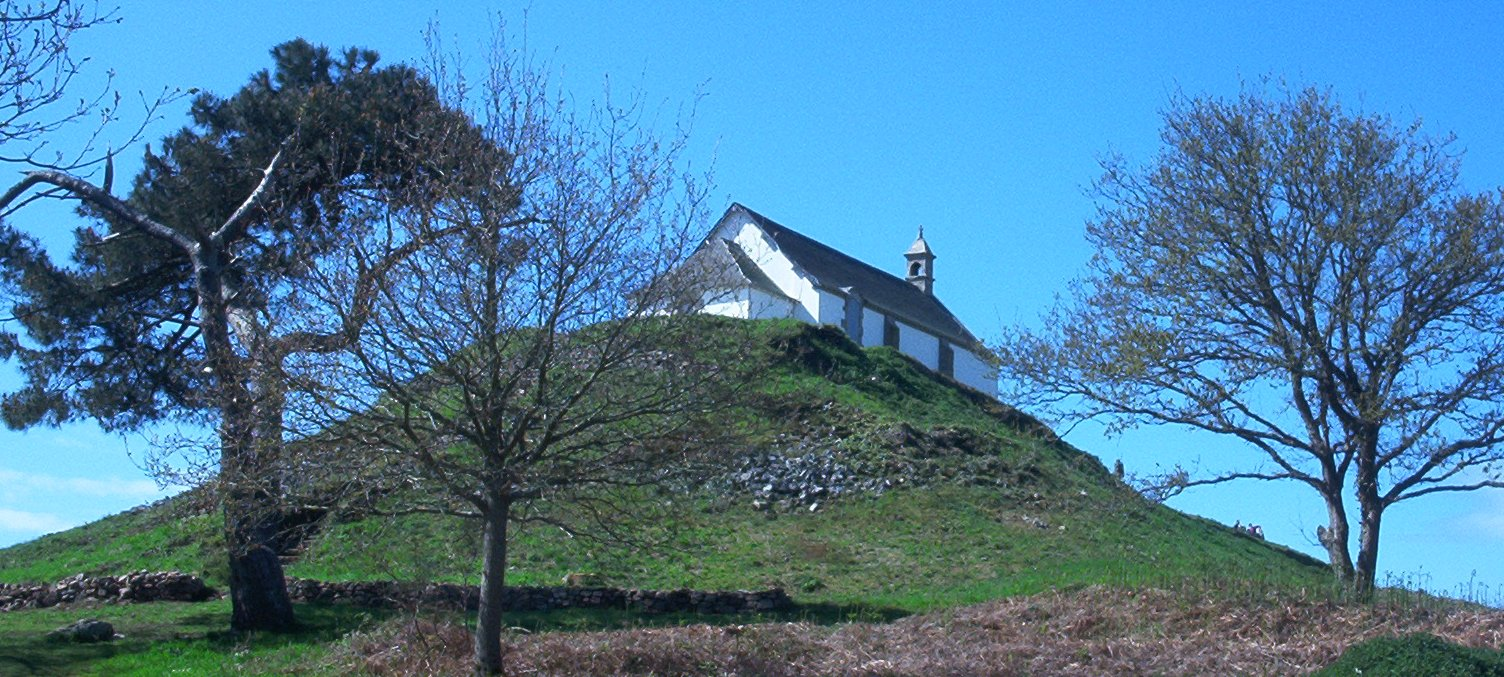
Le tumulus Saint-Michel.

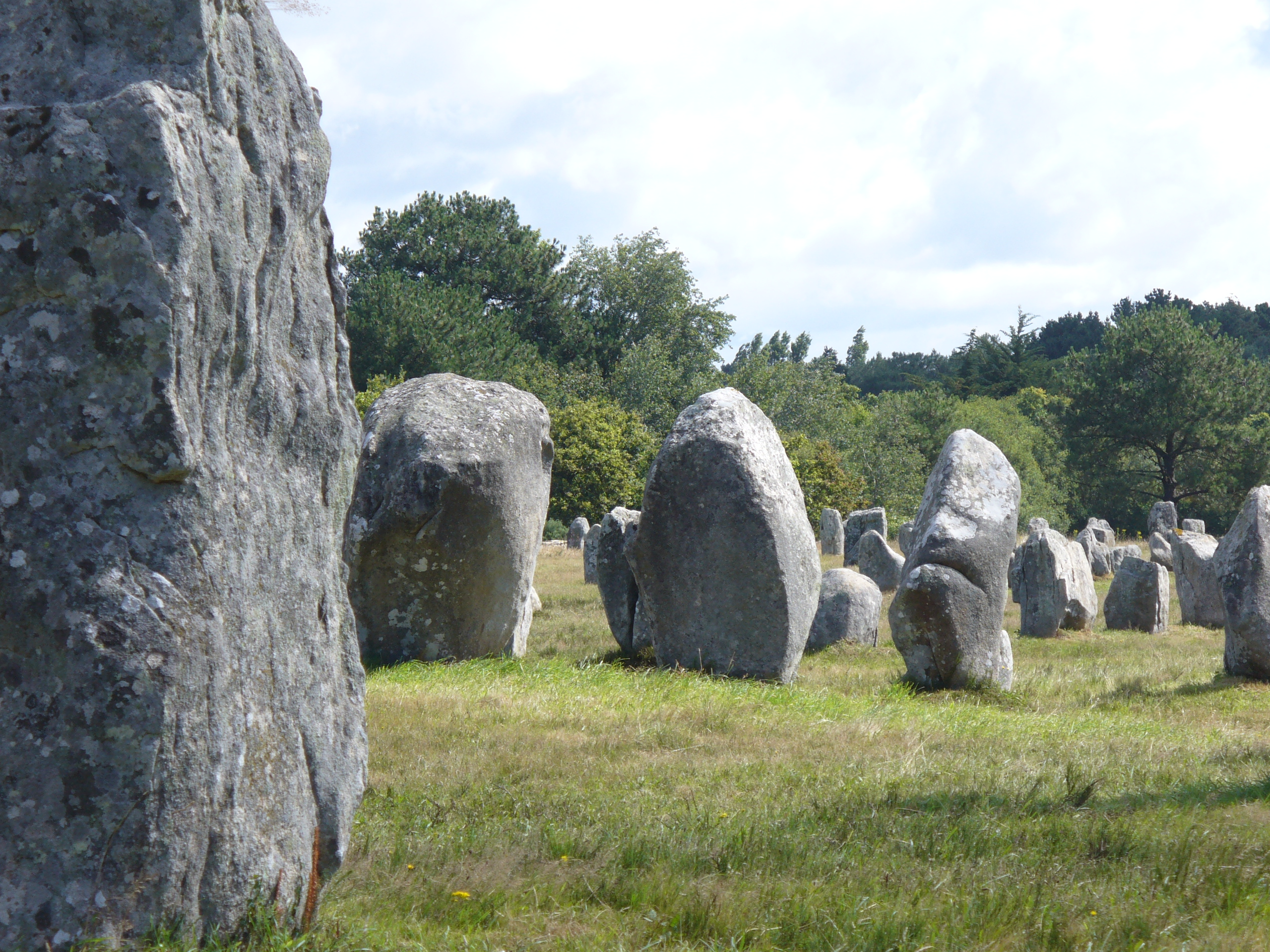
Menhirs dans l'alignement du Ménec.

Les alignements mégalithiques auraient été érigés entre 4 000 et 2 000 ans av. J.-C., soit au Néolithique moyen ou final, mais on ignore toujours quel groupe culturel a construit ces alignements, et à quelle époque exacte.
Les alignements sont partagés en plusieurs groupes distincts. Les alignements du Ménec regroupent 12 rangées convergentes de menhirs qui s’étendent sur plus d’un kilomètre, avec les restes de cercles de pierres à chaque extrémité. Les pierres les plus grandes, à l’ouest, atteignent 4 m de haut ; leur hauteur moyenne décroit le long de l’alignement pour atteindre 60 cm de hauteur à l’extrême est. Ce schéma est répété dans les alignements de Kermario un peu à l’est. D’autres alignements plus petits parsèment le site, comme ceux de Kerlescan et du Petit Ménec.
Une légende, qui n'a aucun sens historique puisqu'elle fait intervenir un chrétien avant la romanisation de la Gaule, dit que saint Cornély, poursuivi par des soldats romains, se retourna et les figea en pierres, appelées menhirs aujourd'hui. (Mais l'association de Cornély au bétail à cornes indique un lien initial, antérieur à la christianisation, avec la Lune).
Outre les grands alignements, de multiples dolmens, groupes de dolmens, tertres tumulaires et fragments d'alignements se trouvent dispersés aux alentours, dans les landes, sur les collines (Mané), voire sur la plage et sous le niveau de la mer (alignement de Kerdual). Les sépultures mégalithiques représentent presque tous les types d'architecture connus, dolmen à couloir simple à chambre ronde (Kergalad, Kergo, Kerdrain, Kervilor), ovale (Mané Grag, Mané Brizil) ou carrée (Kercado), dolmen évasé, dit "en bouteille" (Mané Kerioned, Kermario), dolmen transepté (Keriaval, Klud er Yer), allée couverte (Kergrim), sépulture à entrée latérale (Kerlescan), etc. Les tertres bas, bien moins spectaculaires que les grands tumulus comme Le Moustoir, Crucuny ou saint Michel, parsèment les landes (Mané Pochat er Yeu, Mané Ty Ec, Er Gradouresse, Lann Granvillarec, Castellic, etc.). Les mieux étudiés sont ceux qui sont surmontés par les alignements (Le Manio 2) ou associés à eux (Kerlescan). Ils sont souvent "indiqués" par des menhirs. L'un de ces tertres est même attaqué par la mer à Kerdual. De nombreux menhirs isolés sur la commune sont de taille imposante (Kergalad, Mané Pleurec, Kerderff, Crifol, Kergo, Le Manio, etc.), Les fragments d'alignements sont également très nombreux (Keriaval, Mané er Ouah ty hir, Kerguéarec, Le Lac, etc.). Finalement, la densité de monuments mégalithiques sur la commune (et sur les communes limitrophes) est exceptionnelle, malgré les destructions multiples dont beaucoup ont été victimes (Rogarte, Kerozillé, Kerléarec, etc.), à tel point que des monuments n'ont sûrement toujours pas été répertoriés officiellement, perdus dans les landes impénétrables. Sans l'intervention de l'archéologue Zacharie Le Rouzic pour classer les sites les plus importants, de très nombreux dolmens auraient disparu sous l'action des carriers.

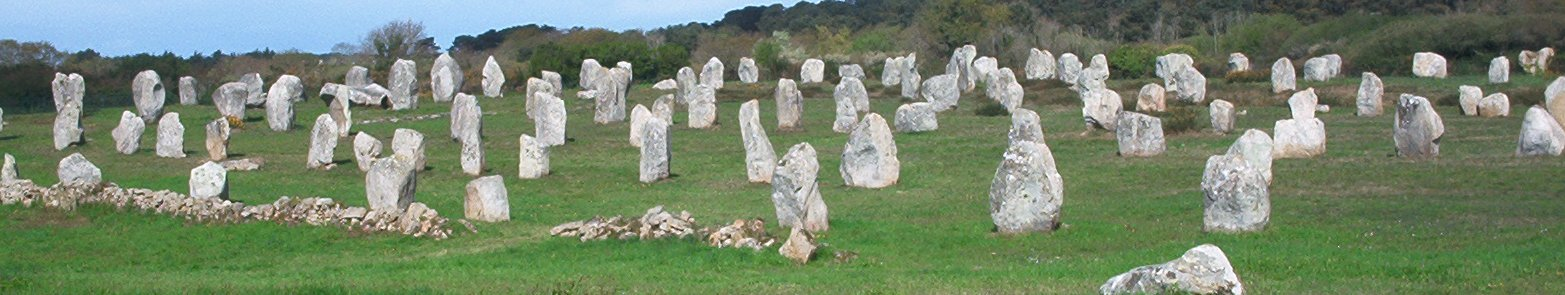
Une partie des alignements du Ménec.

Les vestiges d'une vingtaine de structures liées à la combustion, datant du néolithique moyen et entourant un petit menhir ont été mis au jour en 2009 sur le site de Montauban en Carnac. Cette disposition reste pour l'instant inexpliquée.

### Antiquité gallo romaine
James Miln a fouillé en 1874 la villa gallo-romaine "Les Bosséno", située entre Cloucarnac et Montauban. Les objets trouvés se trouvent au Musée de préhistoire de Carnac. « Cette villa était un important établissement comprenant maison d'habitation, maison d'exploitation rurale, bains, sacellum (temple) » a écrit James Miln.

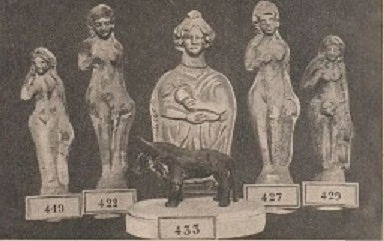
Statuettes de l'époque gallo-romaine et petit bœuf Apis en bronze découvertes dans le temple de la villa gallo-romaine des Bosséno
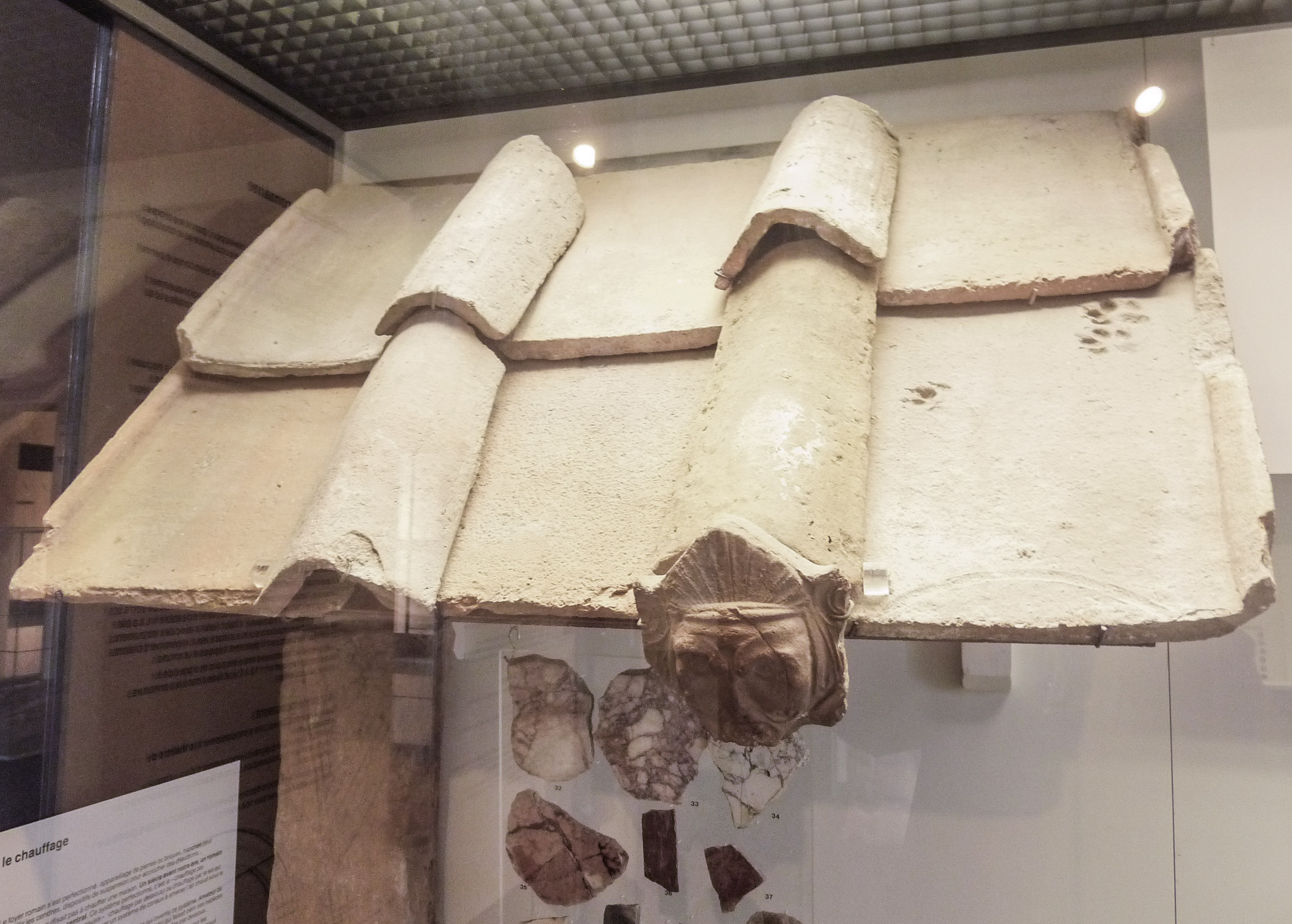
Vestiges d'une partie du toit de la villa gallo-romaine Les Bosséno (Musée de préhistoire de Carnac) (cf : avec traces étonnantes de pattes de chats)

### Moyen Âge
Jean-Baptiste Ogée indique :

« Maisons nobles : en 1390, le manoir de Rumeur appartenait à Jean d'Auray ; les Liens [Lessien] au seigneur de Malestroit ; Kerveller à Olivier Aradon ; le Lach (le Loch) à Olivier de Vitré ; le château de Kercado à ? ; en 1500, le manoir du Laz à Henri Champion, Bauver (Bouver) à Gilles d'Auray ; en 1520 Kergouillard et Kerdréan à Henri Dimanach. »

En 1455, on dénombrait à Carnac 142 tenues habitées et 38 tenues frostes (fermes abandonnées) ; en 1685 on y comptait 305 exploitations occupées et aucune abandonnée.

### Temps modernes
L'église paroissiale Saint-Cornély actuelle fut construite au XVIIe siècle ; son clocher date de 1639.
Le 17 juillet 1739, le duc de Penthièvre acquiert les "terres vaines et vagues" situés au sud du bourg de Carnac, y compris les paluds régulièrement recouverts par la mer, en dépit des protestations des riverains.
Trois missions paroissiales prêchées par des Lazaristes, furent organisées à Carnac en 1736, 1758 et 1774.
Jean-Baptiste Ogée décrit ainsi Carnac en 1778 :

« Carnac, sur la côte, à cinq lieues et demie à l'ouest-sud-ouest de Vannes, son évêché, à 25 lieues et demie de Rennes et à deux lieues et demie d'Auray, sa subdélégation et son ressort. On y compte environ 2 300 communiants. La cure est à l'ordinaire. (...) Le territoire de Carnac renferme des terres fertiles et des landes qui méritent les soins du cultivateur. C'est un pays agréable. On y voit les chapelles de Saint-Michel et de Saint-Clément. »

Dans ce même texte, Jean-Baptiste Ogée décrit longuement les "pierres levées" de Carnac.

### Révolution française

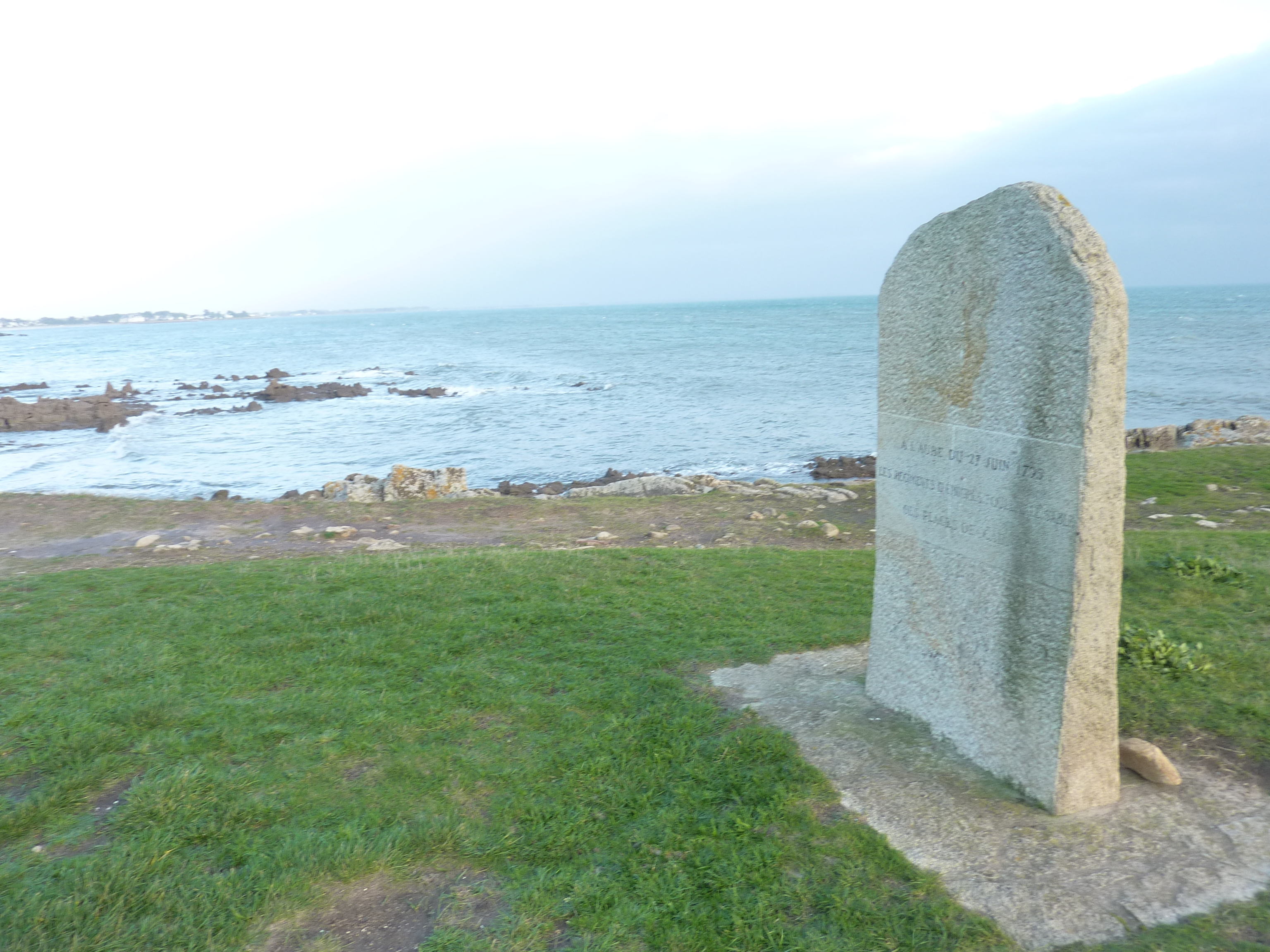
Monument commémoratif du débarquement des Émigrés le 27 juin 1795

Le 27 juin 1795, des Émigrés, environ 15 000 hommes transportés par les Anglais débarquent sur les plages de Légenèse et Ty Bihan et se répandent dans les environs de Carnac. « Un Te Deum est chanté le lendemain dans toutes les églises de la côte ». Les Bleus reprennent Carnac le 15 messidor an III (3 juillet 1795) et parviennent à disperser le 10 juillet 1795 l'armée émigrée, qui se rend le 21 juillet 1795 à Quiberon.

### LeXIXesiècle

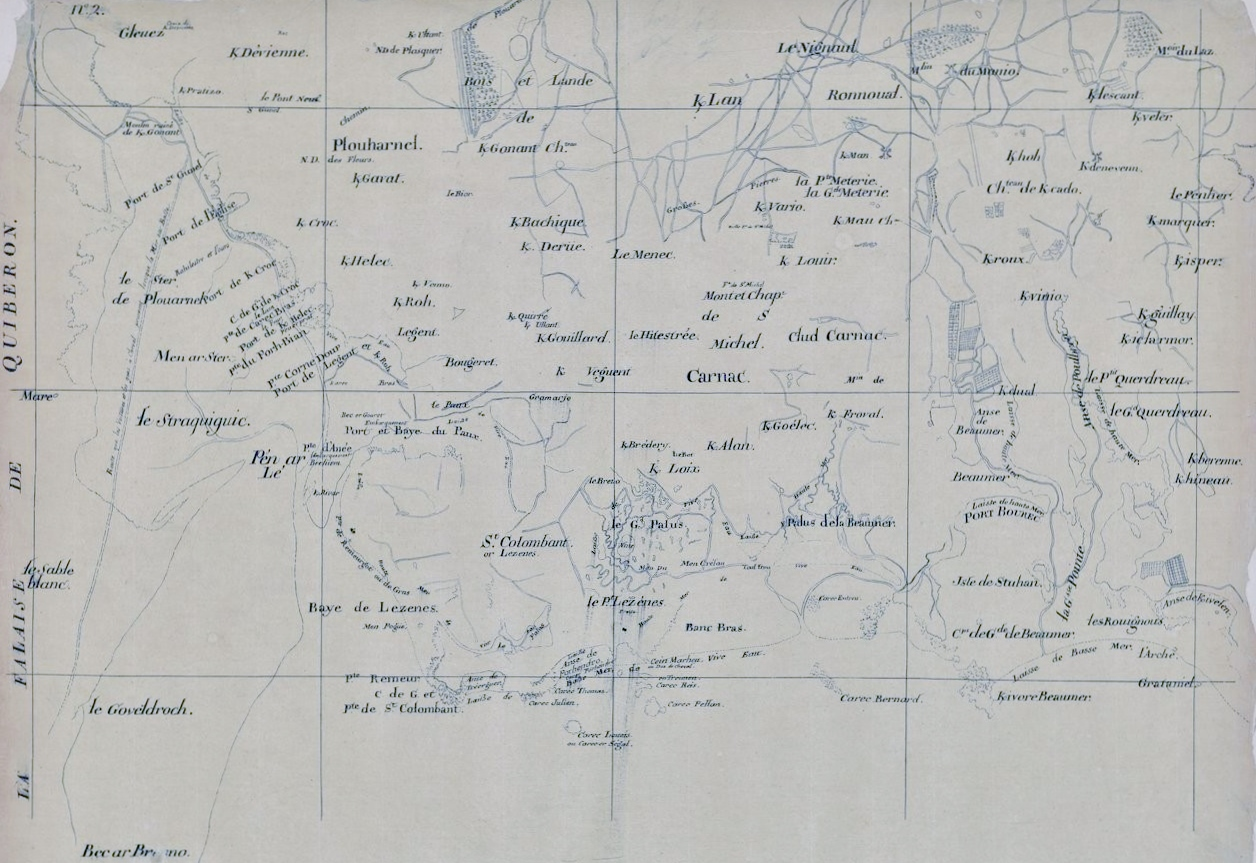
Carte de Carnac à la fin du XVIIIe siècle avant l'aménagement de son littoral

#### Les principaux faits duXIXesiècle
Le 15 décembre 1839, les terrains acquis un siècle plus tôt par le duc de Penthièvre sont acquis par Charles Armand de Keranflec'h. Ce dernier fixe les dunes, notamment en y plantant des oyats et aménage un port, des parcs à huîtres et des salines, ainsi qu'une ferme, la "Ferme du Palud".
A. Marteville et P. Varin, continuateurs d'Ogée, décrivent ainsi Carnac en 1843 :

« Carnac (en breton "Querrec", sous l'invocation de saint Corneille, que les pèlerins nomment saint Cornély). (...)
 Superficie totale : 3 902 hectares, dont (...) terres labourables 1 206 ha, prés et pâtures 389 ha, bois 78 ha, vergers et jardins 45 ha, landes et incultes 2 063 ha, étangs 21 ha, châtaigneraies 17 ha (...). Moulins du Laz, de Gouyandeur, de Kerdrain, à eau ; de Kerfréral, de Kermaux, du Manio, du Courdiec, à vent. Étangs de Gouyandeur, du Laz, du Pô. Château du Laz. (...) Il y a foire le 15 avril, le 17 mai, le 1er juillet, le 13 septembre (...). Géologie : constitution granitique. On parle le breton. »

Frank Davies, qui visita Carnac vers le milieu du XIXe siècle, déplore les dégradations des sites archéologiques :

« Il est bien regrettable que des mesures n'aient pas été prises, soit par le gouvernement, soit par les propriétaires de terrains, pour empêcher les déprédations commises à cet assemblage mystérieux de monuments granitiques par les paysans des environs ; les maisons, les moulins à vent et les murs, dans toutes les directions, sont faits avec ces pierres commodes (...). En vérité, si le temps a balayé l'histoire de ces monuments, l'homme est coupable d'une bien pire profanation, en enlevant en charrette les monuments eux-mêmes. »

En 1864, le quartier de La Trinité-sur-Mer et son port d'estuaire sont détachés de la commune, pour constituer une commune séparée. En 1865, La Trinité-sur-Mer devient également une paroisse distincte. En effet, les marins-pêcheurs jugeaient l'église Saint-Cornély de Carnac trop éloignée du port, et en réclamaient une à proximité.

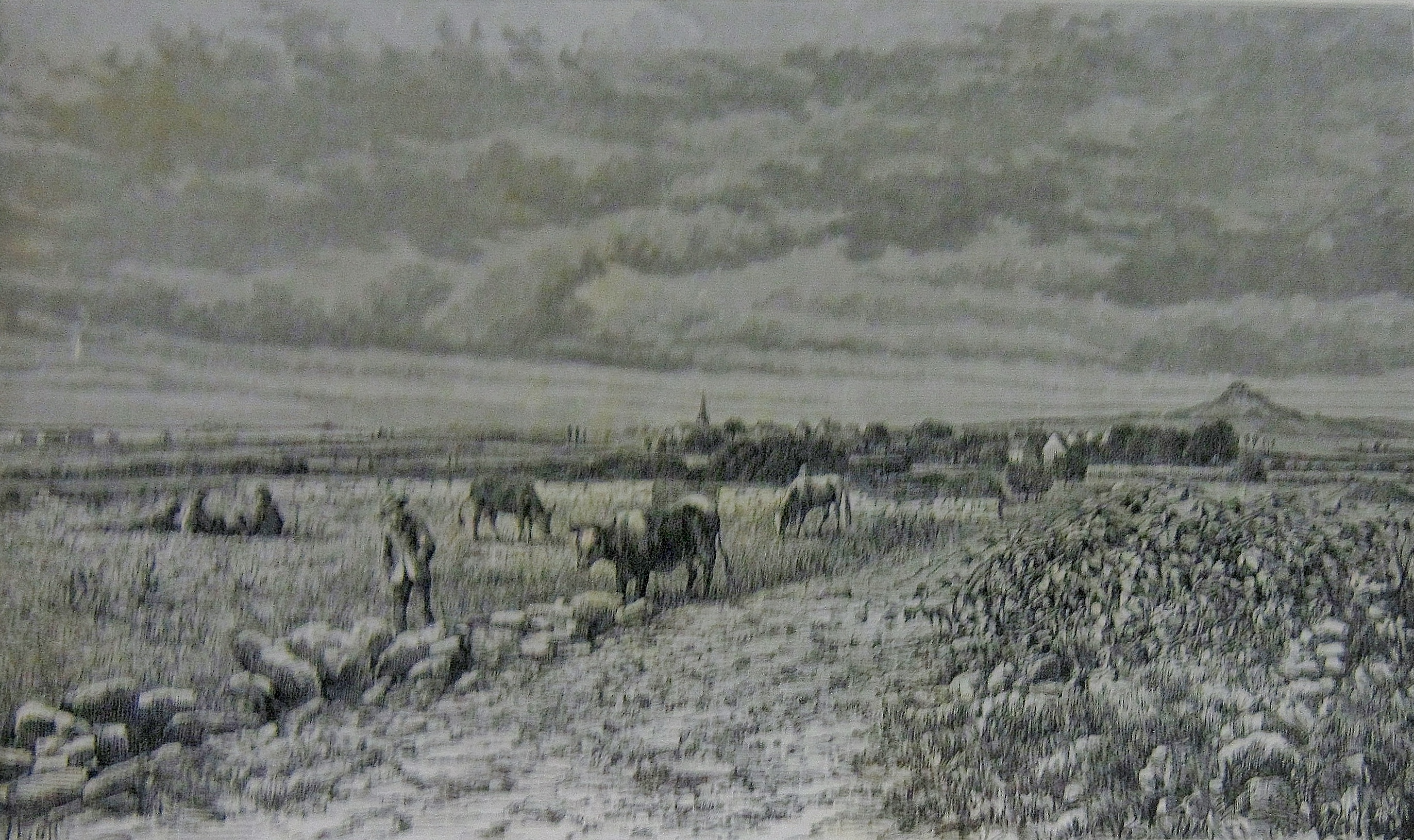
Vue générale des Bosseno vers 1875 (dessin d'après une aquarelle de James Miln).

Le monument aux morts de Carnac porte les noms de 11 soldats morts pour la France pendant la Guerre de 1870.
Vers 1875, l'archéologue écossais James Miln (1819-1881) vient étudier le site et prend comme guide et aide Zacharie Le Rouzic (1864-1939). Après la mort de son mentor, Le Rouzic sera le gardien puis le conservateur du musée de la Préhistoire et, bien qu'autodidacte, il deviendra un spécialiste internationalement reconnu des mégalithes de la région.
Le tourisme prend son essor dans la seconde moitié du XIXe siècle : de nombreux écrivains et artistes sont, à partir de la période romantique, attirés par les monuments mégalithiques, comme Prosper Mérimée, Victor Hugo, Gustave Flaubert et de nombreux autres.
Les terrains acquis par Charles Armand de Keranflec"h sont vendus en 1864 par ses héritiers à Jules Adrien Gy.
Au début du XIXe siècle, près de cent cinquante ans après, Carnac est en tête, avec Adge et Chamonix, du palmarès des villes les plus surfréquentées par rapport à leur population.

#### Les croyances traditionnelles

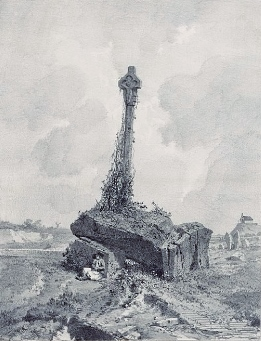
Dolmen christianisé à Carnac (Voyages pittoresques et romantiques dans l'ancienne France, par Charles Nodier, Justin Taylor et Alphonse de Cailleux, 1845-1846).

Paul-Yves Sébillot raconte que vers 1880 encore, la femme stérile se déshabillait complètement et courait autour d'un menhir, poursuivie par son mari auquel elle finissait par se rendre. Les parents des époux faisaient bonne garde aux alentours pour écarter les éventuels passants.. Il raconte aussi que, toujours à Carnac, un dolmen ruiné passait pour procurer un mari à celle qui allait s'asseoir dessus au clair de lune ; les jeunes filles s'y rendaient nombreuses, si bien que le clergé se résolut à les y conduire toutes en procession un jour de printemps. Vers 1910 la procession avait encore lieu, mais on n'en savait plus l'origine.
Le même auteur raconte aussi que les habitants croyaient que certains menhirs passaient pour aller, la nuit de Noël, se plonger dans la baie de Saint-Colomban. Dans le trou laissé béant par leur absence éphémère (car ils ne faisaient qu'un rapide "aller et retour" entre les douze coups de minuit) on pouvait voir des trésors cachés au fond. Un homme voulut en profiter pour devenir riche (...) mais il oublia de compter le nombre des coups de cloche et, au douzième, le menhir à son retour l'écrasa».

#### Le pardon des chevaux et celui des bestiaux
Le pardon des chevaux de Carnac fut, selon Zacharie Le Rouzic, créé seulement vers 1900. Le curé de Carnac ayant constaté qu'il n'y avait pas de saint Éloi dans la région acheta une statue le représentant et la plaça dans la vieille chapelle de Saint-Antoine, à 2 km du bourg. Il fit célébrer sa fête le 1er décembre, avec une bénédiction des chevaux. En peu d'années, l'usage s'établit et l'on a compté jusqu'à 400 chevaux autour de la chapelle pendant la messe. La chapelle, désormais dénommée "chapelle Saint-Antoine et Saint-Éloi" se trouve sur le territoire de la commune voisine de Plouharnel.
À Carnac, c'est saint Cornély qui est le patron des bestiaux. Le pardon se déroule le deuxième dimanche de septembre. (...) Les paysans des environs amènent, groupés par villages, leurs bestiaux en pèlerinage à Saint-Cornély, les uns attachés, les autres en liberté. On leur fait faire d'abord le tour de l'église. (...) Ensuite les paysans conduisent leurs bestiaux à la fontaine et répandent son eau sur leurs têtes. Le clergé n'y assistait pas, car il s'agit probablement de la survivance d'un vieux rite païen.

### LeXXesiècle

#### La Belle Époque
Georges Payot, un homme d'affaires parisien, Désiré Jamet, un ingénieur originaire de Belle-Île, rejoints par le notaire Louis Luneau, fondent en 1899 la "Société Carnac Plage". Celle-ci acquiert les terrains possédés, jusqu'à son décès survenu en 1897, par Jules Adrien Gy. Elle entreprend l'aménagement et le lotissement des dunes bordant la Grande Plage entre Port en Dro et la plage de Beaumer. En 1903, une station balnéaire est ainsi créée sur les anciens marais salants du Breno. Son essor et son développement font ainsi de Carnac une ville bicéphale : Carnac-ville et Carnac-Plage. Après avoir construit l'Abbaye de Kergonan, les frères Jamet (Désiré, l'ingénieur architecte, et Ange le directeur de travaux) construisent, sur le front de mer de la Grande Plage et des plages avoisinantes, entre 1900 et 1930, de nombreuses villas pour leur clients. Carnac-Plage se couvre progressivement d'une architecture balnéaire de style différents: pavillons (Villa Velleda, Villa les Tamaris), maisons ou manoirs néo-bretons (villa Mané Ty Guard, Villa Mané Er Ker Senans, Villa Ker Ivor), néo-normands (Villa Ker Yonnick, Villa Normande aujourd'hui détruite et remplacée par l'hôtel Le Bateau Ivre), légèrement influencé par l'Art Nouveau (Villa Les Troènes, et Villa Les Pourpiers) et par l'esprit belle époque (Villa la Korigane). D'autres architectes ont rejoints les frères Jamet, comme Alexandre Daveau (Villa Le Bercail, renommée aujourd'hui Ker-Lois), Edouard Ramonatxo (Villa Ker Margaët), ou Joseph Caubert de Cléry (Villa St Michel). On commence aussi à remarquer l'influence de l'Art Déco (Villa Le Roi d'Ys, Villa Ker Ahuel).
Le "Grand Hôtel de Carnac-Plage" est construit face à la Grande Plage par les frères Jamet. Il est inauguré le 28 juin 1903 et deviendra un établissement de grand luxe qui accueillera une clientèle de prestige, notamment Marguerite de Savoie, reine d'Italie, en 1908. Fort de son succès, sa taille sera doublée en 1912, par l'adjonction à l'ouest d'une extension élégante avec balcons et surmontée de deux oculus. A cette occasion la façade austère du corps de bâtiment initial, sera aussi agrémentée de balcons et son fronton surplombé d'un clocheton. Enfin vers 1930, l'intérieur de l'établissement sera remanié sous la conduite de l'architecte Edouard Ramonatxo, qui ajoutera à l'Est une petite extension pour abriter les bars de l'hôtel, l'Armor Bar et le Nautilus.
La "Société du tramway Trinité-sur-Mer-Étel" est aussi créée en 1899 par les deux mêmes hommes afin de relier les deux communes, en desservant Carnac et Plouharnel (ou s'arrête aussi la ligne Auray-Quiberon, qui sera par la suite surnommé le "tire-bouchon"). La ligne permettra, entre autres, de faciliter l'accès des touristes. Mis sur rail le 10 avril 1901, la ligne est réquisitionnée et démantelée pour satisfaire l'effort de guerre de la Première Guerre mondiale. Elle est remise en service en 1922 mais à partir des années 30, elle est de plus en plus concurrencée par l’avènement de l’automobile et par les liaisons en bus. Son exploitation cessera ainsi en 1935, date à laquelle la ligne est démantelée, définitivement.

#### La Première Guerre mondiale
Le monument aux morts de Carnac porte les noms de 162 soldats et marins morts pour la France pendant la Première Guerre mondiale ; parmi eux huit sont morts en Belgique dont dès 1914 Jean Brien et Joseph Le Pevedic à Dixmude lors de la Bataille de l'Yser, Joseph Le Prado à Rossignol et Arthur Tuffigo ainsi que Joseph Le Quellec dans les combats de Maissin ; neuf dans les Balkans dans le cadre de l'expédition de Salonique (Alexandre Audic, Xavier Le Plaire, Ferdinand Tanguy, Pierre Tanguy à Salonique et François Le Guennec à Moudros (Grèce), Jean Galudec à Venise, Benjamin Hellec et Eugène Prado en Serbie, Aimable Le Goff en Bulgarie) ; 14 (Félix Audo, Joseph Brizac, Eugène Chainon, Jean Corlobe, Auguste Franger, François Kermorvant, Th. Le Diabat, Jean Le Gouar, Jean Le Guennec, Joseph Martelot, Émile Le Mouroux, Jean Marie Mahéo, Alfred Pessel, Émile Pujol) sont des marins disparus en mer ; un soldat (Jean Kerzerho) est mort en captivité en Allemagne ; la plupart des autres sont morts sur le sol français.
Deux soldats originaires de Carnac sont morts le 6 août 1919 au Maroc (Th. Le Moing le 6 août 1919 et Jean Quintin le 6 février 1919).

#### L'Entre-deux-guerres
Un médecin local, le docteur Étienne Saint-Martin, profitant de l'ensoleillement exceptionnel dont jouit la région (2 044 heures par an en moyenne pendant la période 1930-1959 selon les données relevées par le docteur lui-même) développe une station climatique, prodiguant notamment des soins aux enfants rachitiques et aux malades atteints de lésions osseuses.
L'Agence Rol a effectué en septembre 1924 un reportage photographique sur Carnac, ses mégalithes et le Pardon de saint Cornély. Ces nombreuses photographies sont consultables sur Gallica ; parmi elles :

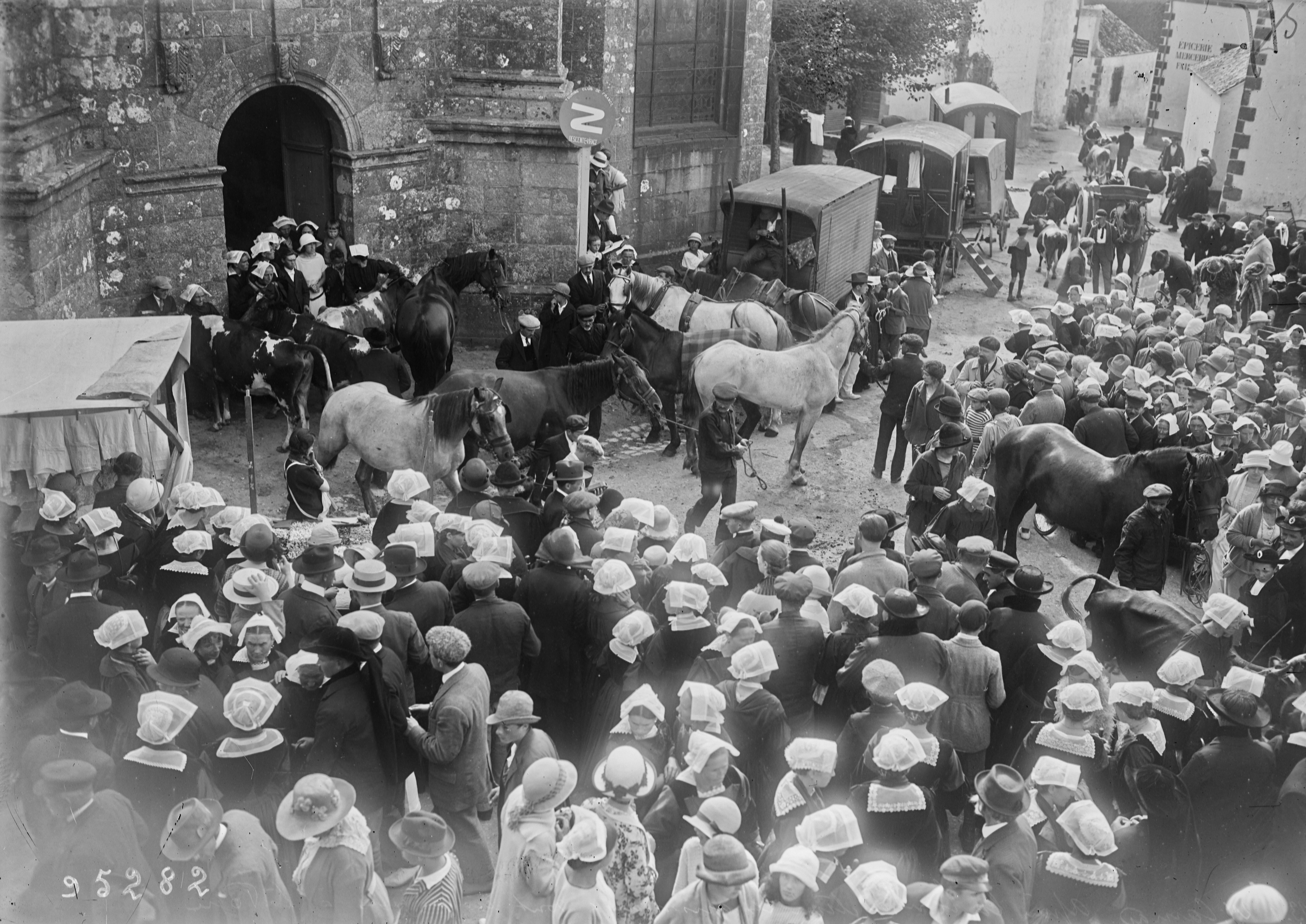
Église Saint-Cornély de Carnac : la bénédiction des chevaux sous la statue de saint Cornély lors du Pardon de 1924.
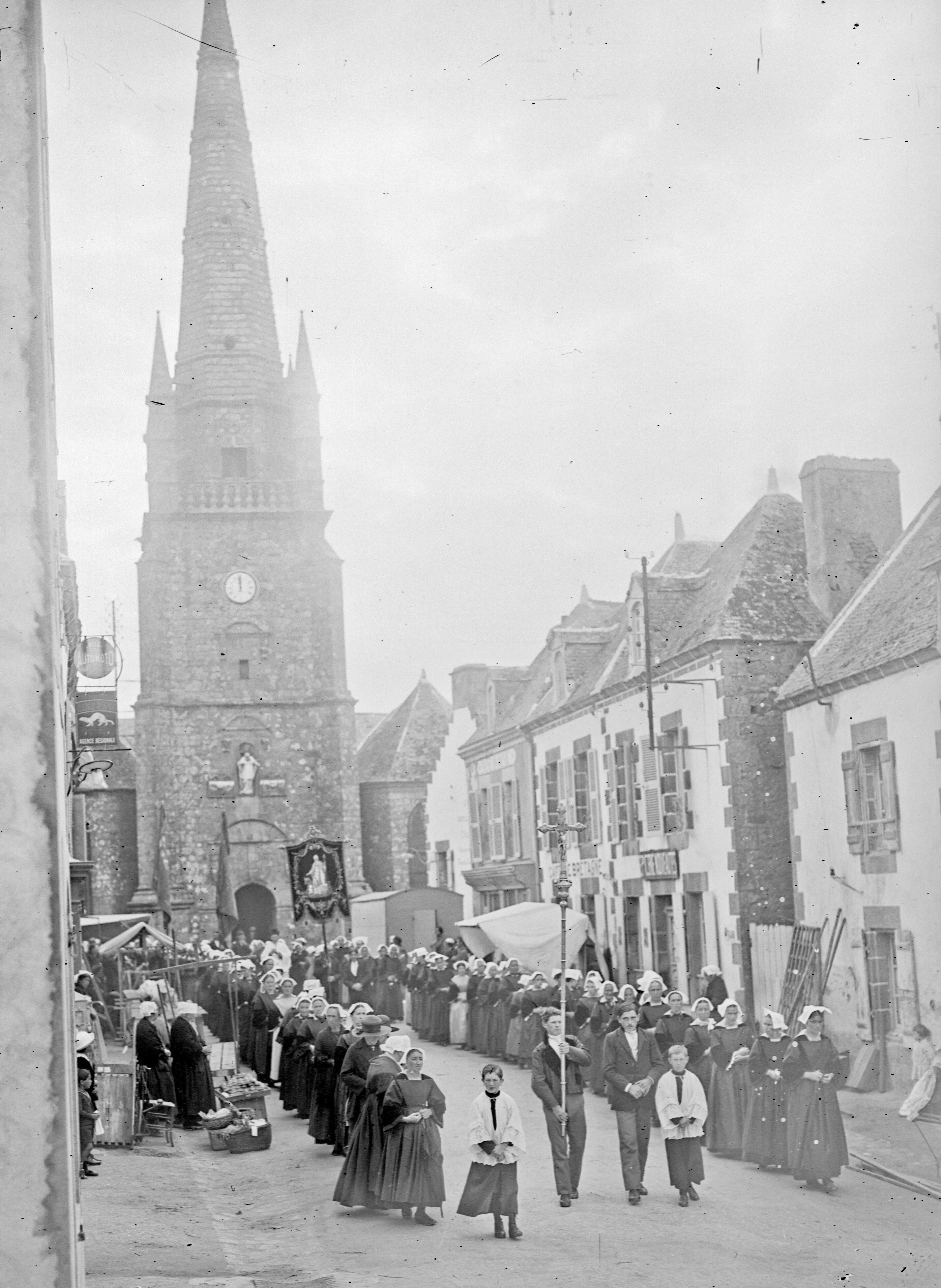
La procession lors du pardon de saint Cornély le 13 septembre 1924.
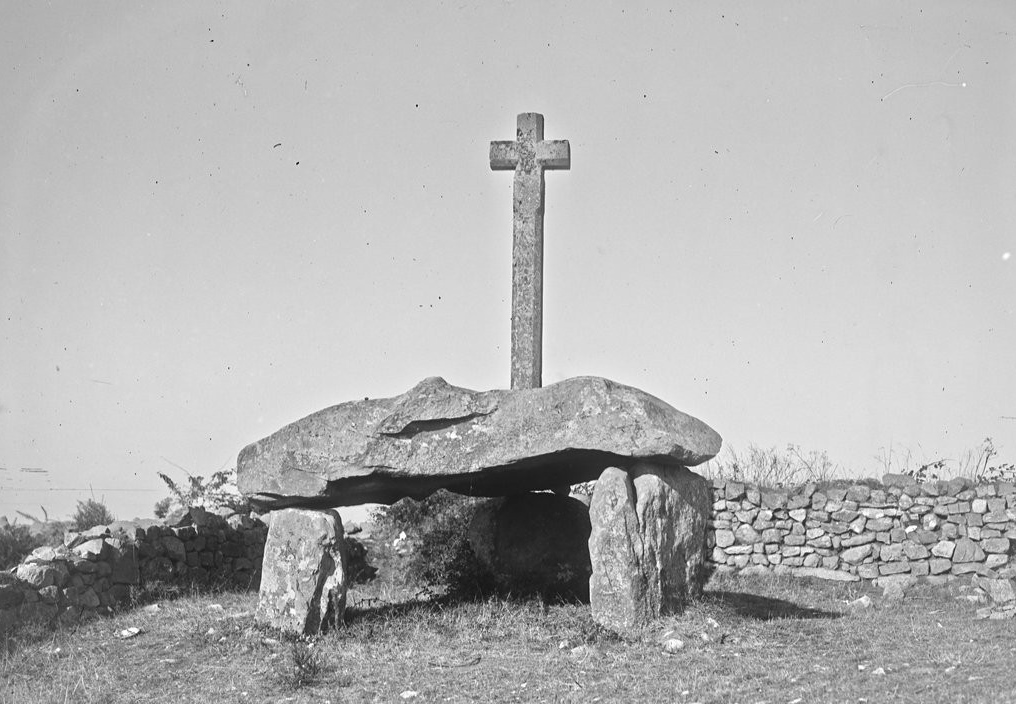
Le calvaire de Carnac (photographie de 1924)

Ces photos montrent que la description du Pardon faite en 1843 par A. Marteville et P. Varin est encore valable près d'un siècle plus tard :

« L'assemblée, ou pardon de saint Corneille, qui a lieu dans la première quinzaine de septembre, est une des plus fréquentées de Bretagne. On y porte la bannière du saint dans un lieu désigné, où se vendent les bestiaux qui lui ont été offerts. C'est un produit lucratif pour la fabrique, qui profite aussi de la vente des attaches de vaches. Ces attaches passent dans le pays pour garantir les bestiaux des maladies contagieuses. »

#### La Seconde Guerre mondiale
Le monument aux morts de Carnac porte les noms de 38 personnes mortes pour la France pendant la Seconde Guerre mondiale ; parmi ces morts, Robert Brelet, mort au camp de concentration de Dachau le 5 mars 1945 ; Bénoni Caradec, gendarme qui fut résistant FFI, tué à l'ennemi au château de Kergras en Hennebont le 11 août 1944, décoré de la Croix de guerre ; Paul Goffeny est mort en combat aérien le 1er janvier 1945 à Arvert (Charente-Maritime pendant les combats du siège de Royan) ; Pierre Stéphan, sergent-chef dans l'armée de l'air est mort le 25 mars 1940 en Tunisie ; Placide Le Floch est mort à Leysin en Suisse; Joseph Le Gloahec, Joseph Le Gosles, Fernand Le Roux et André Le Vœux sont des marins disparus en mer ; Henri Rioux est mort en captivité en Allemagne.

#### L'après Seconde Guerre mondiale
Deux soldats originaires de Carnac (Henri Kergosien, Jean Rio) sont morts pendant la Guerre d'Indochine et trois autres (Gérard Collet, Jean Le Gouguec, Michel Mary) sont morts pendant la Guerre d'Algérie.
En 1978, un centre de thalassothérapie voit le jour, bâti sur une partie des salines asséchées. Il reste encore quelques salines mais elles ne sont plus exploitées. En face d'elles est construit le casino de Carnac en 2002, repris par le groupe Ardent fin 2016.

### LeXXIesiècle
En 2013, la construction d'une maison individuelle, sur le tertre de Lann Granvillarec, permet la découverte d'un nouveau tumulus du Néolithique moyen datant d'environ 5000 av. J.-C.

#### Destruction partielle du patrimoine
Depuis juin 2023, la commune est au centre d'un imbroglio historico-juridique lié à la destruction de menhirs classés pour l'implantation d'un magasin de l'enseigne Mr.Bricolage. Selon le quotidien Ouest-France, 39 menhirs, datés d'environ 7 000 ans, ont été démolis afin de construire un magasin Mr Bricolage. Le maire Olivier Lepick, président de l'association chargée de porter le projet de classement des menhirs au patrimoine mondial de l'UNESCO, déclare ne pas avoir été mis au courant. Ces menhirs étaient identifiés par l'association qu'il préside.

### Symboles de la ville
|  | Les armoiries de Carnac se blasonnent ainsi : D’azur à la bande cousue de gueules chargée de six menhirs d’or, accompagnée en chef d’un soleil non figuré d’or et en pointe d’un navire cousu de gueules équipé et flammé d’argent. Conc. L. Ermoy. - Les armes de l'écu violent intentionnellement la règle de contrariété des couleurs. Elles sont dites "à l'enquerre". Le but est ici de commémorer le massacre des chouans de Carnac en suscitant l'intérêt de l'observateur à la raison de cette anomalie. |

## Démographie
| 1793  | 1800  | 1806  | 1821  | 1831  | 1836  | 1841  | 1846  | 1851  |
| ----- | ----- | ----- | ----- | ----- | ----- | ----- | ----- | ----- |
| 2 696 | 2 402 | 2 704 | 2 742 | 3 054 | 3 407 | 3 437 | 3 698 | 3 838 |

| 1856  | 1861  | 1866  | 1872  | 1876  | 1881  | 1886  | 1891  | 1896  |
| ----- | ----- | ----- | ----- | ----- | ----- | ----- | ----- | ----- |
| 3 862 | 3 915 | 2 864 | 2 833 | 2 807 | 2 871 | 2 831 | 2 901 | 2 913 |

| 1901  | 1906  | 1911  | 1921  | 1926  | 1931  | 1936  | 1946  | 1954  |
| ----- | ----- | ----- | ----- | ----- | ----- | ----- | ----- | ----- |
| 3 125 | 3 156 | 3 269 | 3 008 | 3 041 | 2 960 | 3 065 | 3 846 | 3 393 |

| 1962  | 1968  | 1975  | 1982  | 1990  | 1999  | 2006  | 2011  | 2016  |
| ----- | ----- | ----- | ----- | ----- | ----- | ----- | ----- | ----- |
| 3 636 | 3 655 | 3 733 | 3 962 | 4 243 | 4 444 | 4 445 | 4 227 | 4 260 |

| 2021  | 2022  | - | - | - | - | - | - | - |
| ----- | ----- | - | - | - | - | - | - | - |
| 4 223 | 4 215 | - | - | - | - | - | - | - |

## Politique et administration

### Liste des maires
| Période                                  | Période                       | Identité         | Étiquette              | Qualité |
| ---------------------------------------- | ----------------------------- | ---------------- | ---------------------- | --- |
| Les données manquantes sont à compléter. |                               |                  |                        | |
|                                          |                               | Joseph Morice    |                        | Juge de paix honoraire |
| 1913                                     | 4 octobre 1941 (décès)        | Joseph Le Rouzic | PRRRS                  | Ingénieur agronome et professeur Directeur de l'école d'agriculture de Rennes Député du Morbihan (1910-1919) Conseiller général de Quiberon (1925-1940)    |
| Les données manquantes sont à compléter. |                               |                  |                        | |
| 1945                                     | 27 mai 1959                   | Paul Vaillant    |                        | Ancien inspecteur de l'enseignement public |
| 27 mai 1959                              | 26 avril 1964 (décès)         | Léon Lorec       | SFIO                   | Ancien instituteur et directeur d'école |
| 7 juin 1964                              | 21 juin 1996 (démission)      | Christian Bonnet | CD puis RI puis UDF-PR | Ministre (1972-1981) Sénateur du Morbihan (1983-2001) Député du Morbihan (2e circ.) (1956-1972 puis 1981-1983) Conseiller général de Belle-Île (1958-2002) |
| 21 juin 1996                             | 11 décembre 1998 (démission)  | Olivier Buquen   | UDF puis DL            | Haut fonctionnaire, ancien premier adjoint Conseiller régional (1998-2000)                                                                                 |
| 18 décembre 1998                         | 18 mars 2001                  | Francis Thomas   | DVD                    | Officier de l'Armée de Terre en retraite Maire honoraire                                                                                                   |
| 18 mars 2001                             | août 2004                     | Jacques Bruneau  | DVD                    | Gérant de société |
| 7 novembre 2004                          | 29 septembre 2010 (démission) | Michel Grall     | UMP                    | Consultant en stratégie industrielle Député du Morbihan (2e circ.) (2007-2012)                                                                             |
| 13 octobre 2010                          | 5 avril 2014                  | Jacques Bruneau  | DVD                    | Gérant de société en retraite |
| 5 avril 2014 Réélu le 23 mai 2020        | En cours                      | Olivier Lepick   | UDI puis DVD puis HOR  | Cadre |

En 2014, trois candidats s'opposent pour les municipales 2014 à Carnac :
- Marc Le Rouzic avec la liste Ensemble pour l'avenir de Carnac[90] ;
- Jeannine Le Golvan avec la liste Carnac, un souffle nouveau[91] ;
- Olivier Lepick avec la liste Carnac à votre image[92].

### Politique de développement durable
La commune a engagé une politique de développement durable en lançant une démarche d'Agenda 21 en 2009.

## Culture locale et patrimoine

### Lieux et monuments

#### Patrimoine préhistorique
Établissements
- La Maison des mégalithes[94]
- Le Musée de préhistoire
- Tumulus Saint-Michel
- Dolmen de Mané-Kerioned

#### Patrimoine architectural
- L'Église Saint-Cornély, XVIIe siècle et XVIIIe siècle

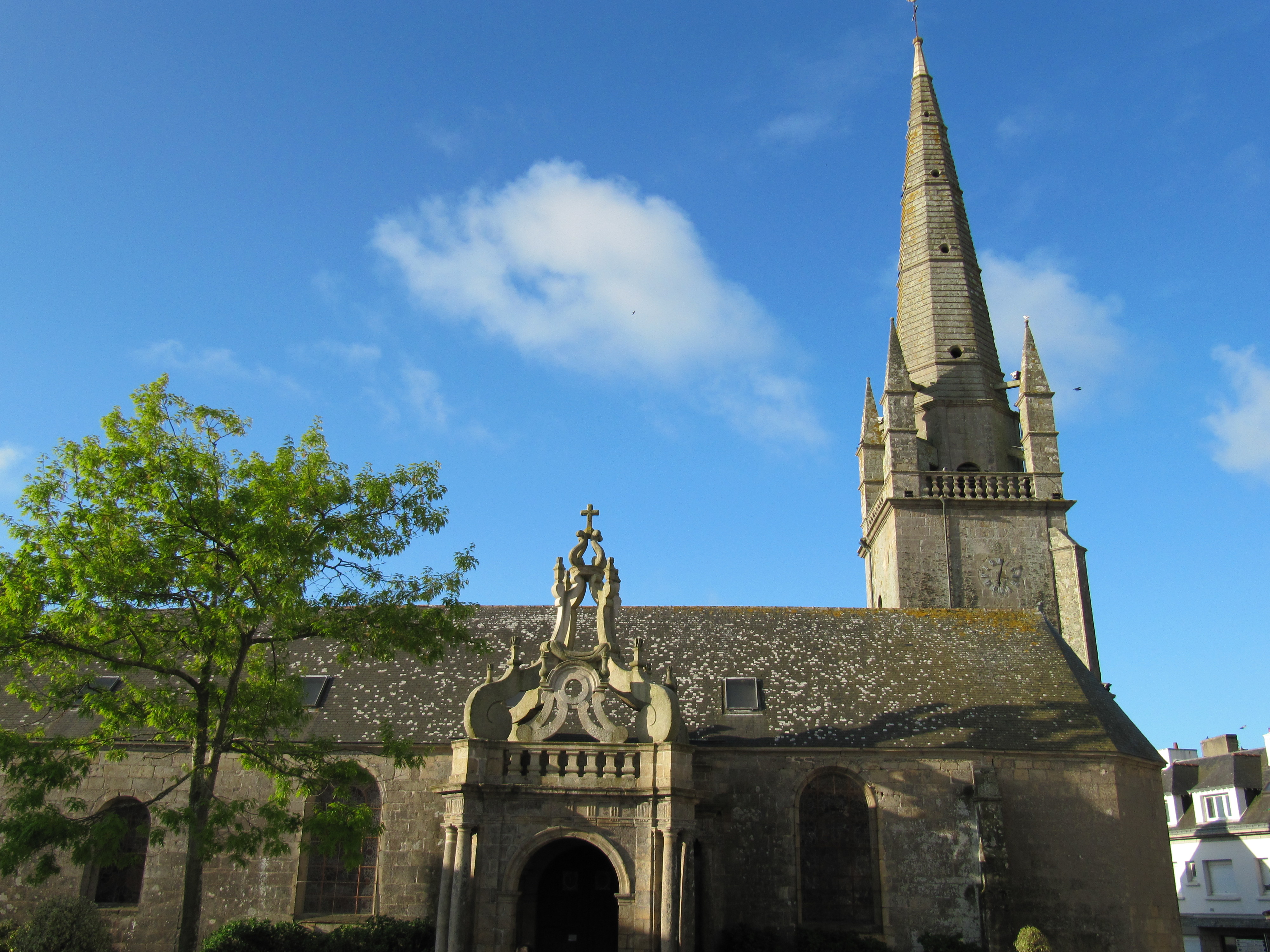
Église Saint-Cornély de Carnac.

Dédiée à saint Cornély, protecteur des bêtes à cornes ; sa statue se trouve placée au-dessus du fronton du portail ouest. Le porche du flanc nord est surmonté d'un baldaquin en granit en forme de couronne dont on ne trouve pas d'autre exemplaire en Bretagne. L'intérieur contient également des pièces exceptionnelles : l'orgue du XVIIIe siècle est classé. Les voûtes lambrissées sont décorées sur 750 m2.
- Le village et la Chapelle Saint-Colomban de Carnac, XVIe siècle : cet ancien village, dont les maisons sont en granit, se situe au sud-ouest de Carnac et domine l'anse du Pô. Les habitants y ont longtemps vécu de la terre et de la mer. La chapelle est dédiée au moine missionnaire irlandais saint Colomban, qui s'installa dans la région vers 610. Il est le saint patron des faibles d'esprit. À l'est de la chapelle, se situe la fontaine à deux bassins. Le lavoir était un lieu de rencontre pour les femmes du village. Au sud du village, en bordure de mer se trouvent deux cheminées, vestiges d'une forge. Selon d'autres sources et la tradition locale, il s'agirait d'une ancienne brûlerie de goémon, utilisée pour produire de l'engrais. La situation géographique est plus conforme à cette hypothèse.

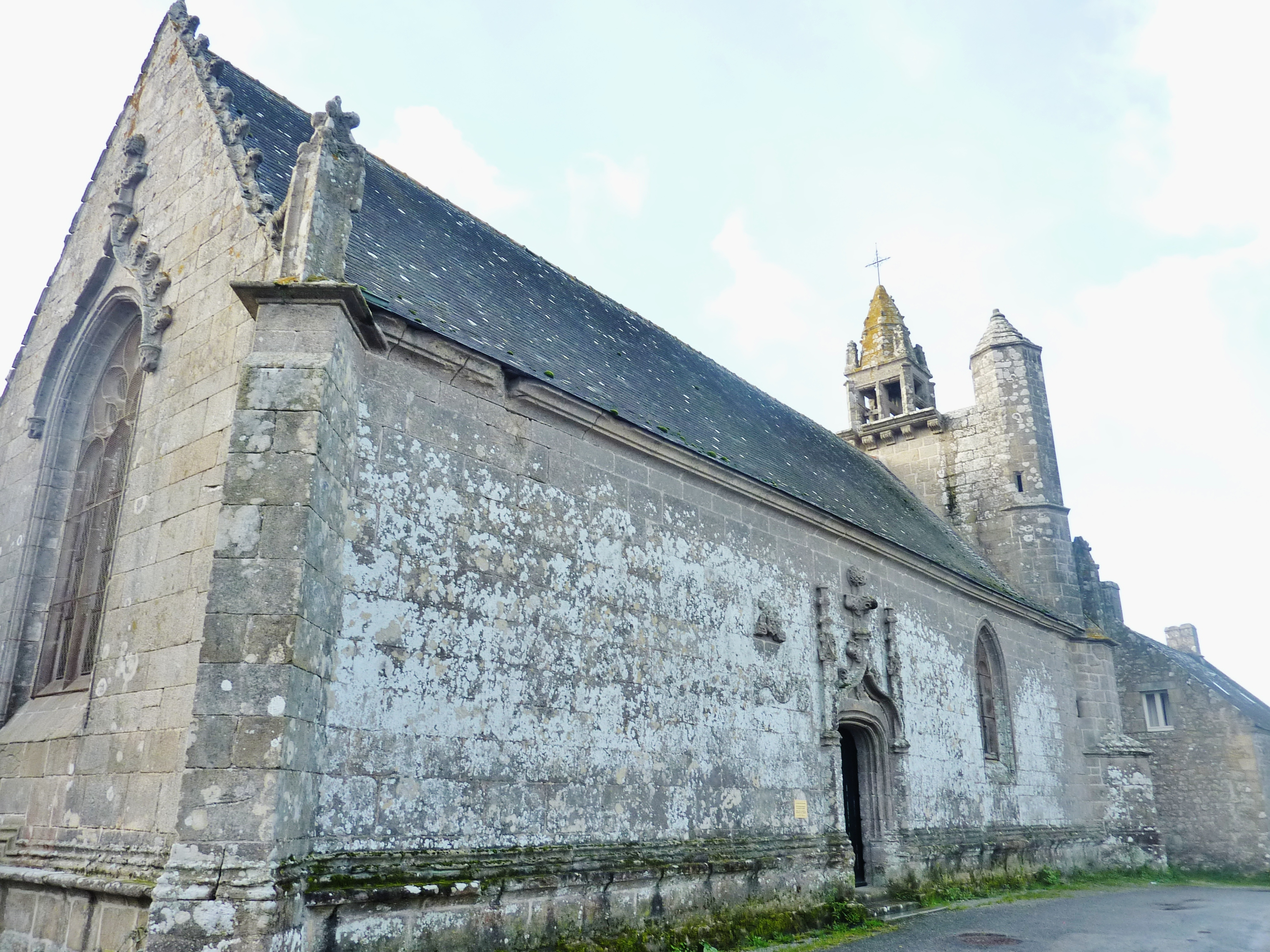
Chapelle Saint-Colomban, façade nord (chemin du Gourec).
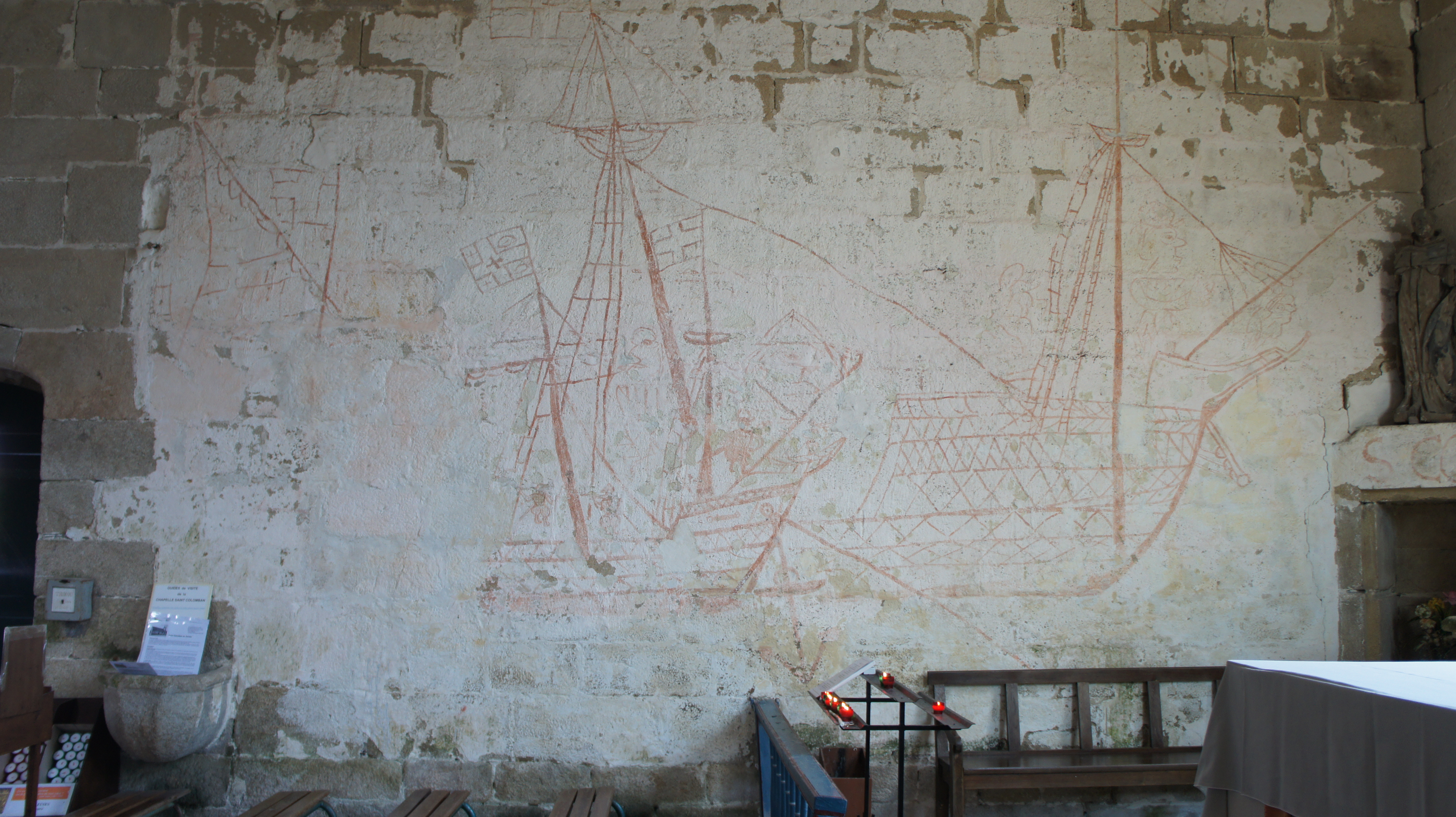
Chapelle Saint-Colomban : vue intérieure, graffitis de la seconde moitié du XVIe siècle représentant des caraques
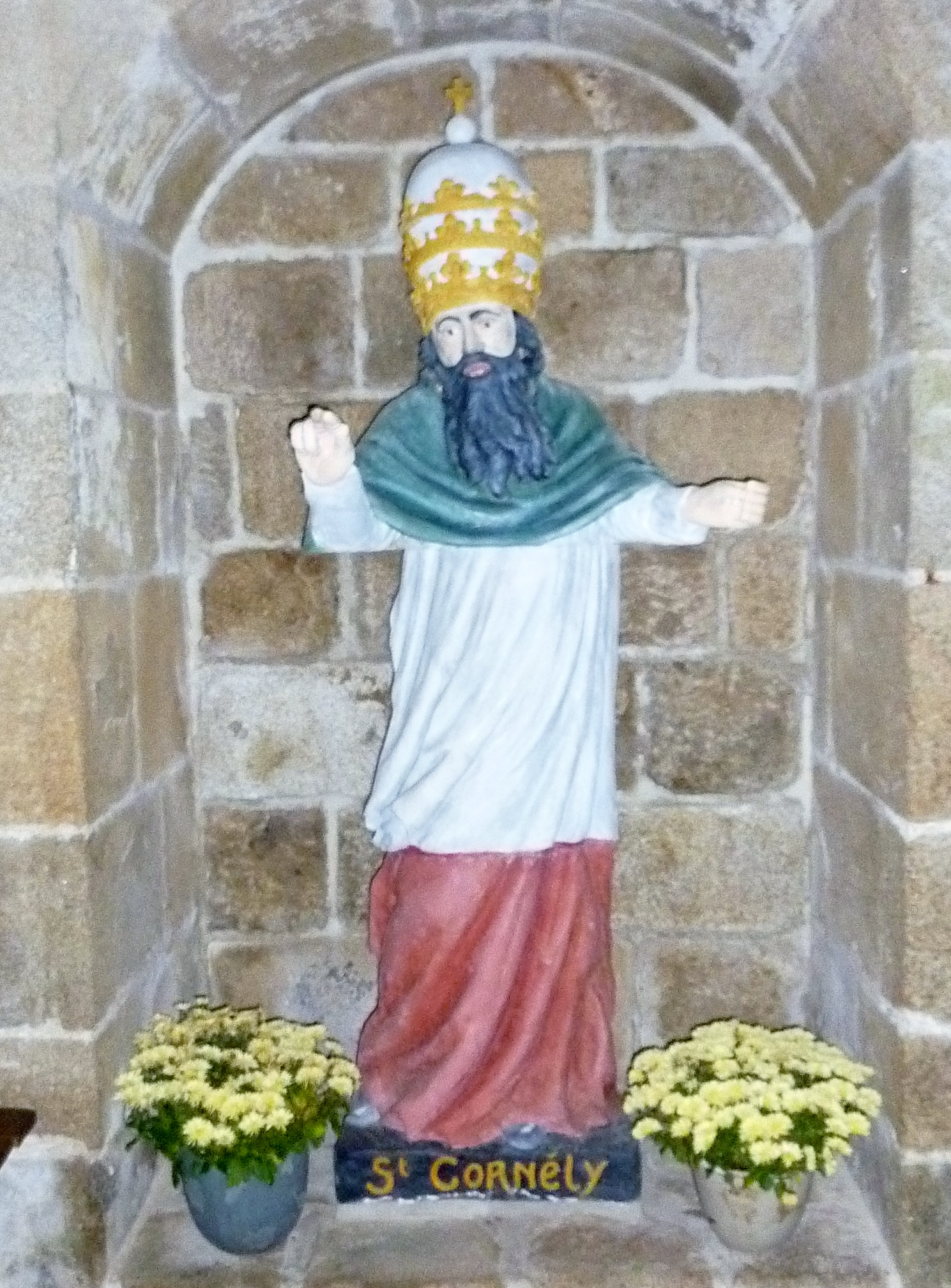
Chapelle Saint-Colomban : statue de saint Cornély
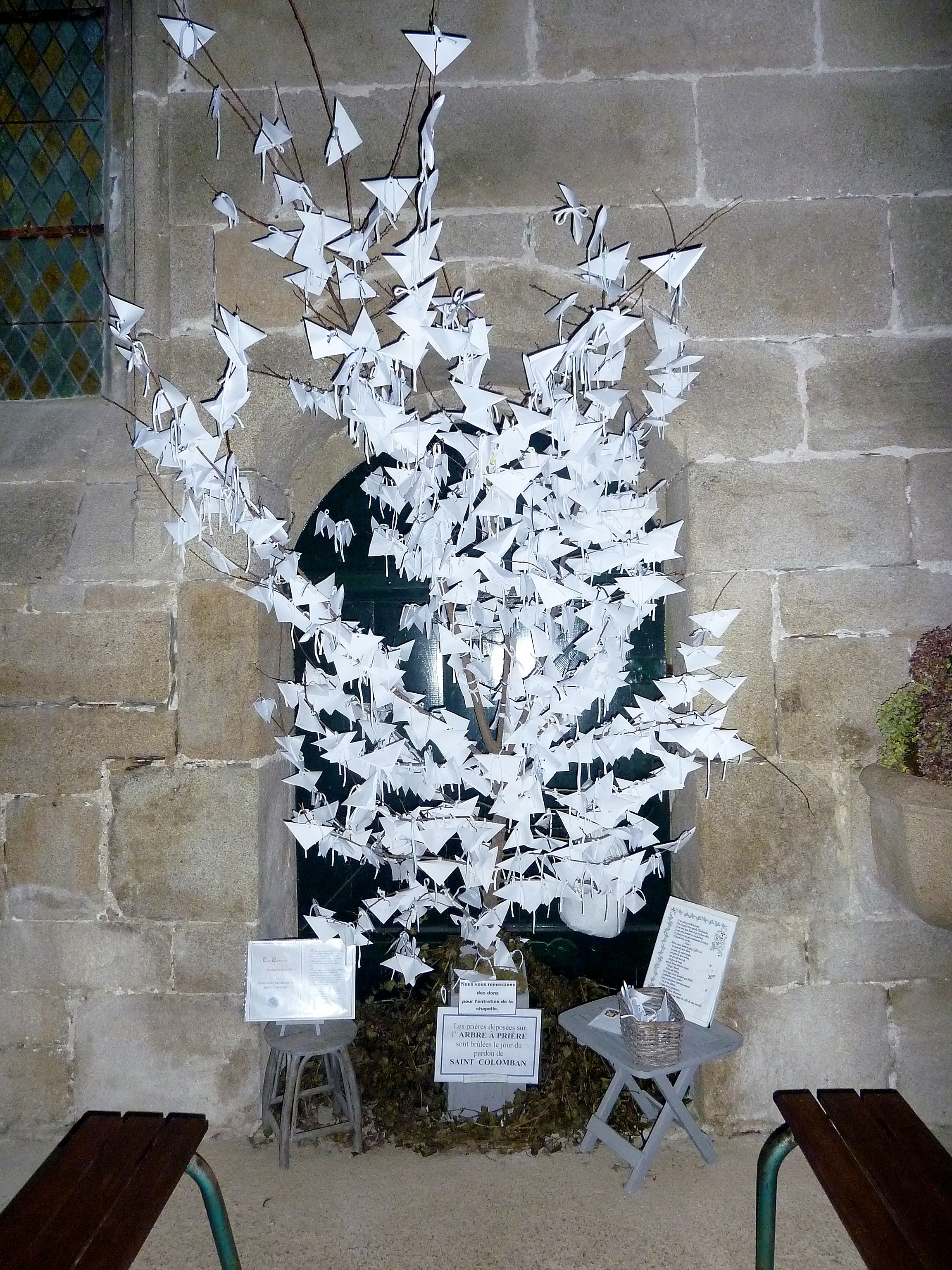
Chapelle Saint-Colomban : arbre à prières
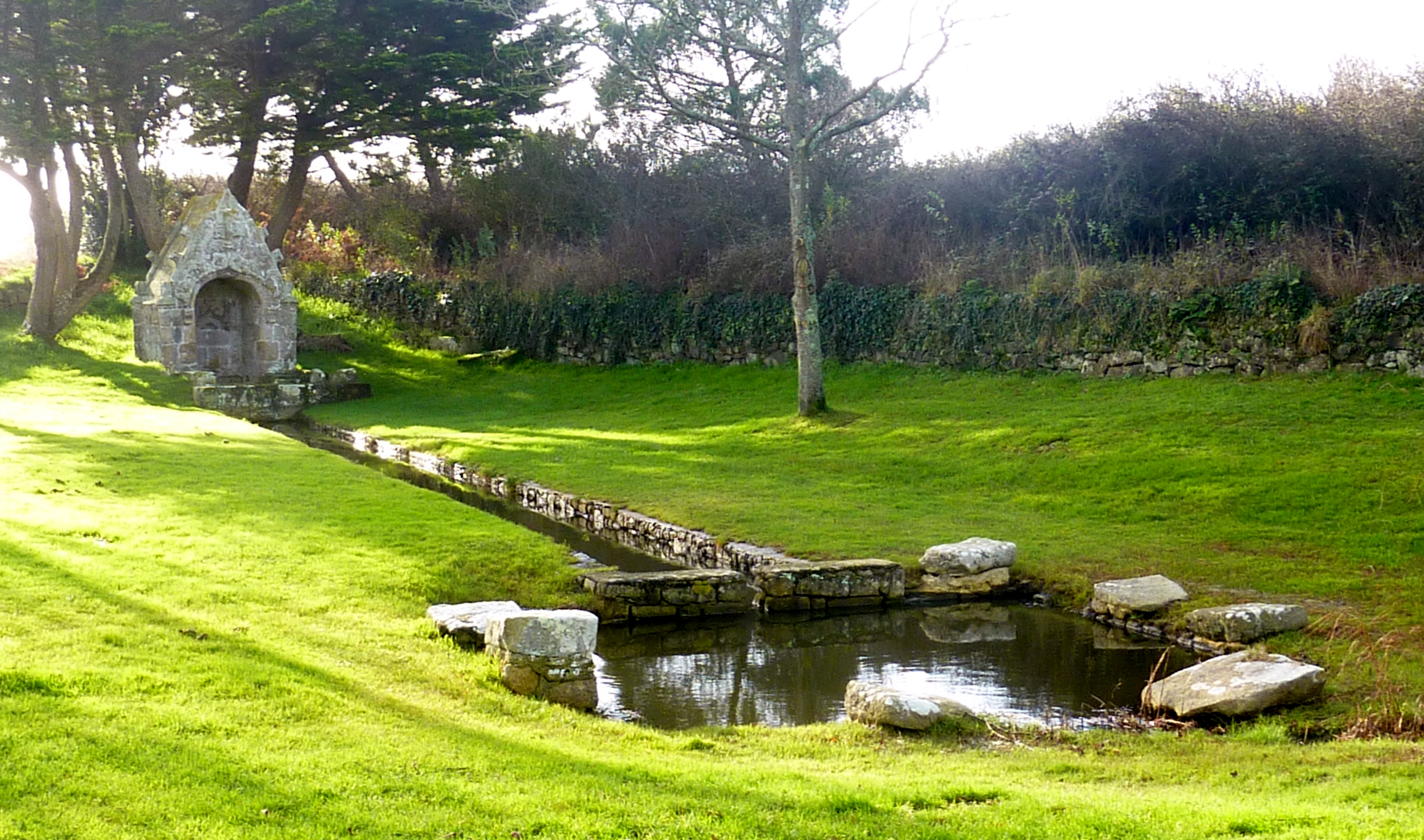
La fontaine de Saint-Colomban.

- La chapelle de la Madeleine : le village de Kerguéarec était autrefois une léproserie. La chapelle actuelle a été reconstruite en 1976 ;
- La chapelle Saint-Aubin (Saint-Albin) dans le village du Hahon (c'était la chapelle de l'ancienne frairie du Hahon) ;

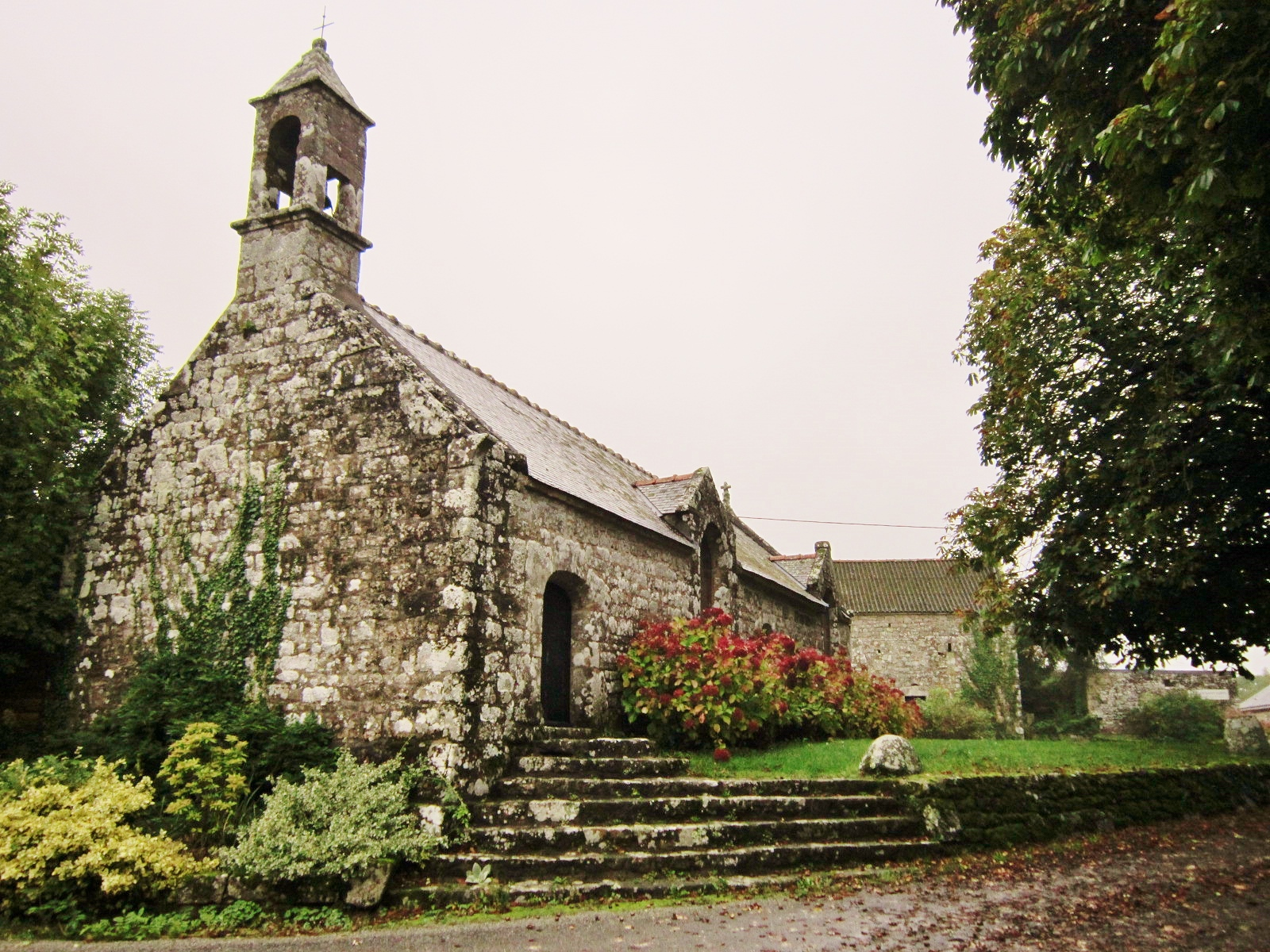
La chapelle Saint-Aubin (Saint-Albin) : vue extérieure d'ensemble.
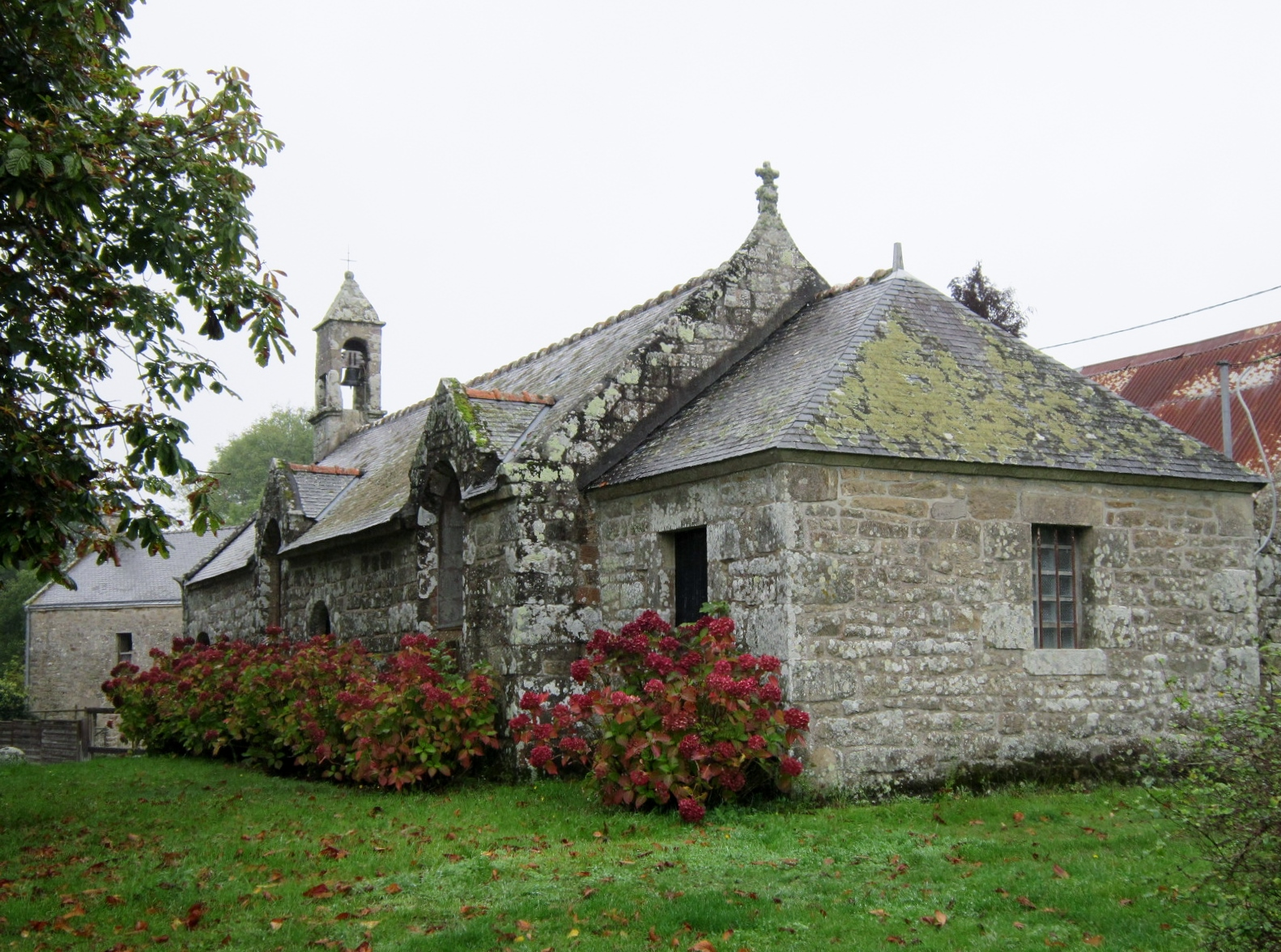
La chapelle Saint-Aubin (Saint-Albin) : vue extérieure.

- Chapelle Saint-Michel

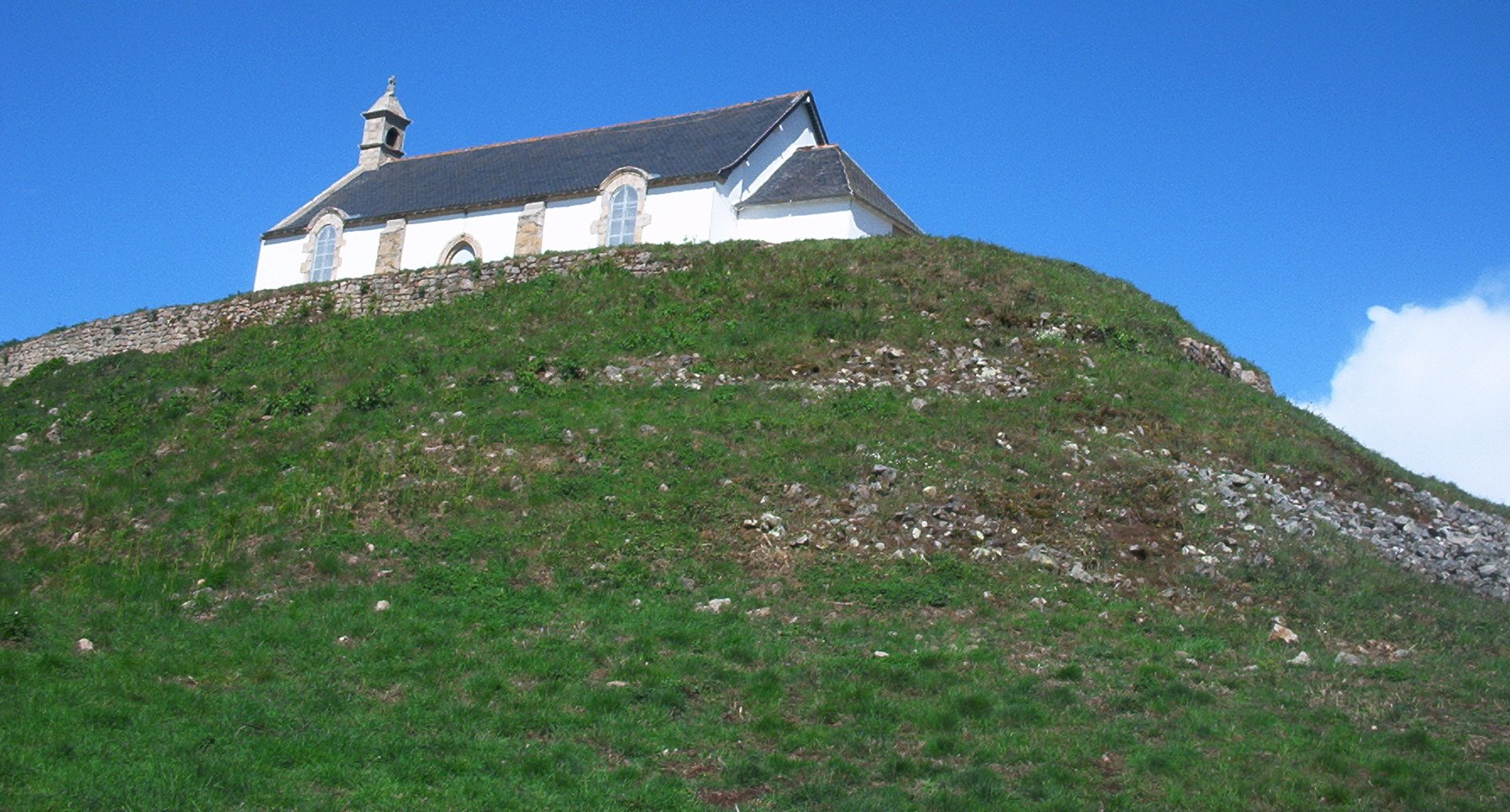
Tumulus et chapelle Saint-Michel.

Elle a été construite sans doute vers 1813 puis vers 1925 sur les mêmes plans que la chapelle originale qui, elle, datait de 1664. En contrebas, la fontaine Saint-Michel, fontaine de dévotion. Les femmes de marins en mer montaient à la chapelle pour la balayer dans le sens où elles voulaient voir souffler le vent. Elles venaient ensuite prier à la fontaine et boire de l'eau. Son pardon a lieu en septembre. Fresques représentant la marche du peuple de Dieu vers la Jérusalem Céleste par Alice Pasco (1926 -2013).
- Calvaire Saint-Michel.
- Croix du Hanhon.

### Environnement
En plus des plages, Carnac a 60 % de son territoire couvert par la campagne, des forêts et des landes.

### Vie culturelle
- Le peintre François Gabin est présenté par une galerie locale.

### Langue bretonne
Le nom breton de la commune est Karnag.
- L’adhésion à la charte Ya d’ar brezhoneg a été votée par le conseil municipal le 28 avril 2006. La commune a reçu le label de niveau 1 de la charte le 14 janvier 2011.

À la rentrée 2017, 35 élèves étaient scolarisés dans la filière bilingue catholique.

### Personnalités liées à la commune
- Baron Jean-Marie Bachelot de La Pylaie (1786-1856), botaniste, explorateur, dessinateur, minéralogiste, ethnologue et archéologue français est un des premiers à fournir une description des monuments mégalithiques du secteur de Carnac-Locmariaquer, dans une approche scientifique ;
- Zacharie Le Rouzic qui crée le Musée de préhistoire à Carnac ;
- James Miln dont le legs en 1881 est à l'origine du Musée de préhistoire à Carnac ;
- Gustave de Closmadeuc (1828-1918), chirurgien et archéologue. Sa famille possède la Villa Ker Hanvez, construite sur la Grande plage. Il prend part à de nombreuses fouilles sur les sites de Carnac, et devient président de la Société polymathique du Morbihan.
- Louis Leblois (1854-1924), avocat à Paris et acteur majeur dans l’affaire Dreyfus, membre fondateur de la Ligue des droits de l’Homme en juin 1898, maire honoraire du 7e arrondissement de Paris. Il possède une résidence de villégiature à Carnac-Plage. Avec son épouse, Marthe Haitz-Roederer, ils font partie des principaux bienfaiteurs du Musée d'archéologie de Carnac et lèguent un terrain à la ville en 1921, pour l’établissement d’un square public. Ce square s'appelle aujourd'hui square Louis Leblois.
- Saint-Just Péquart, (1881-1944), industriel, archéologue et préhistorien français. Il a également été un important collectionneur d'art, notamment de l'École de Nancy dont il fréquentait les artistes. À ce titre, il fut mécène de Jules Cayette et Jean Prouvé. Avec son épouse Marthe, ils réalisent d'importantes fouilles archéologiques en Ariège et en Bretagne, notamment avec Zacharie Le Rouzic. Ils font aussi partis des principaux bienfaiteurs du Musée d'archéologie de Carnac.
- Alphonse Rio (1873-1949), navigateur au long cours et homme politique, né à Carnac
- Paul Goffeny (1907-1945) : pilote de l'aéronavale, né à Carnac ;
- Eugène Guillevic, poète de langue française, né à Carnac en 1907 et décédé à Paris en 1997 ;
- Didier Rimaud, jésuite, auteur des paroles de nombreux chants liturgiques catholiques, est né à Carnac en 1922 et décédé à Lyon en décembre 2003 ;
- Annick Alane (1925-2019), actrice de cinéma et de théâtre, née à Carnac. Elle est la mère des comédiens Valérie et Bernard Alane.
- Geneviève Mulmann dite Geneviève de Fontenay y rencontra son compagnon Louis Poirot dit de Fontenay, en 1952 à l'Hôtel Diana, et assista à l'élection de Miss Morbihan à Carnac le 13 août 2005 ;
- Émile Rocher (1928-2014) peintre, sculpteur, céramiste. Sa maison-atelier est créée au 25 avenue des Salines;
- Clarisse Crémer (née en 1989) navigatrice. Elle gagne en 2017 la Mini-Fastnet, et termine 12e au Vendée Globe 2020-2021 en 87 jours 2 heures et 24 minutes, sur Imoca Banque populaire X, signant ainsi la meilleure performance féminine de l'histoire de cette course. Elle a découvert la voile en passant ses étés à Carnac, en stages au yacht-club de Carnac (elle a même participé en catamaran aux "4 Heures de Carnac").
- Delphine Cousin, née le 3 juillet 1991 à Carnac. En club au yacht-club de Carnac, 3 fois championne du monde en funboard.

### Carnac dans les arts

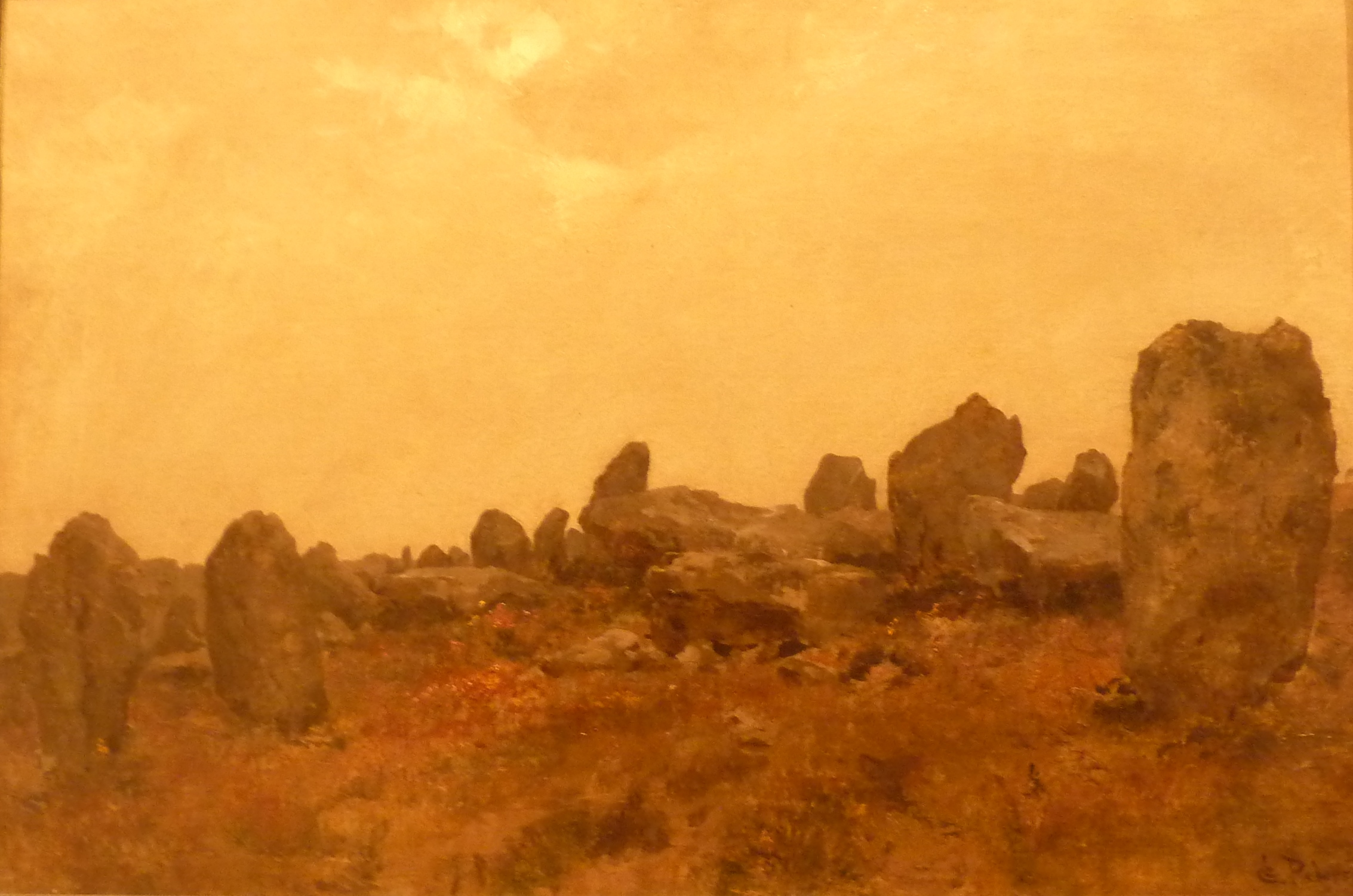
Léon Germain Pelouse : Les pierres de Carnac (huile sur toile, Musée des beaux-arts de Vannes).

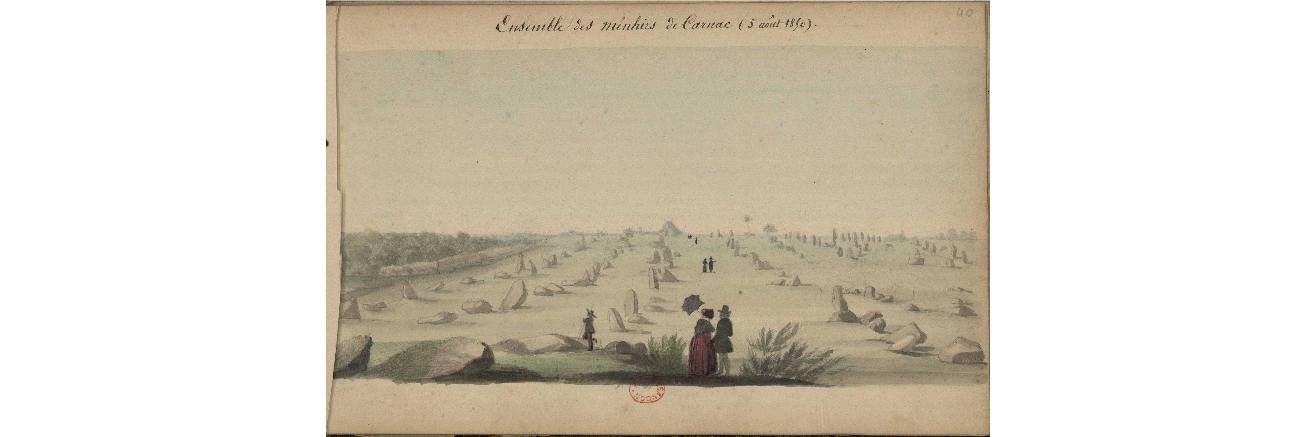
Aquarelle des menhirs de Carnac, 5 août 1850. Par le folkloriste Désiré Monnier lors de son séjour en Bretagne.

- Léon Germain Pelouse : Les pierres de Carnac (huile sur toile, Musée des beaux-arts de Vannes)
- Maurice Brianchon : Carnac, huile sur toile de 1961.
- Désiré Monnier, folkloriste et artiste, Album XI sur son voyage en Bretagne en 1850
- Victor Prouvé (1858-1943): Carnac: Tumulus et fontaine Saint Michel. Gravure de 1912.

## Sports
La vie sportive de Carnac est regroupée autour de plusieurs clubs sportifs :
- CFC, le Carnac Football Club[96] ;
- le Centre Équestre des Menhirs[97] ;
- La Raquette Carnacoise[98] ;
- le Tennis Club Carnac Beaumer ;
- le Yacht Club de Carnac[99] (YCC).

## Honneur
L'astéroïde (224592) Carnac est nommé en l'honneur de la ville.